# Légume
Pour le fruit sec des légumineuses appelé légume, voir gousse.

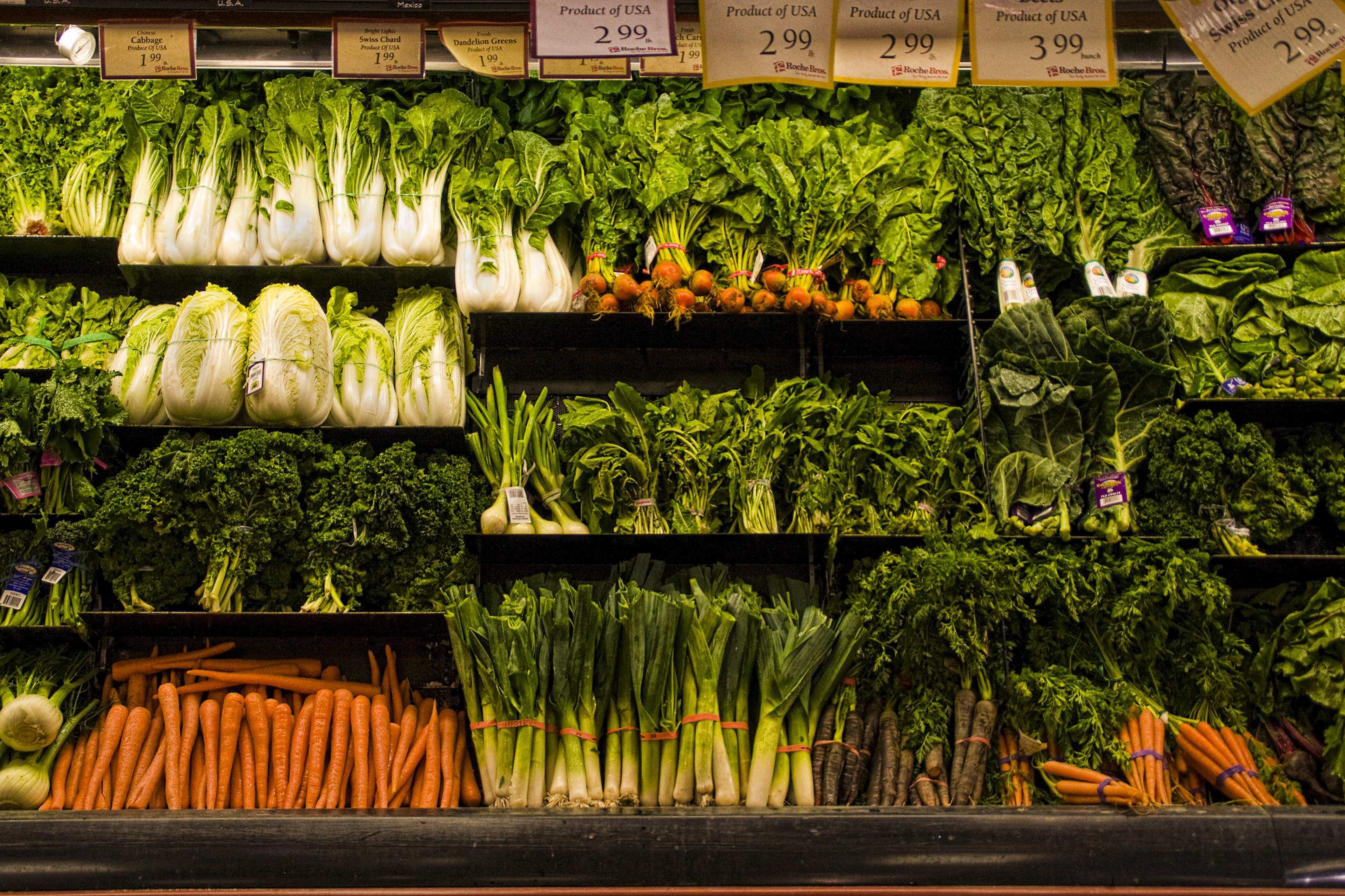
Étal de légumes variés

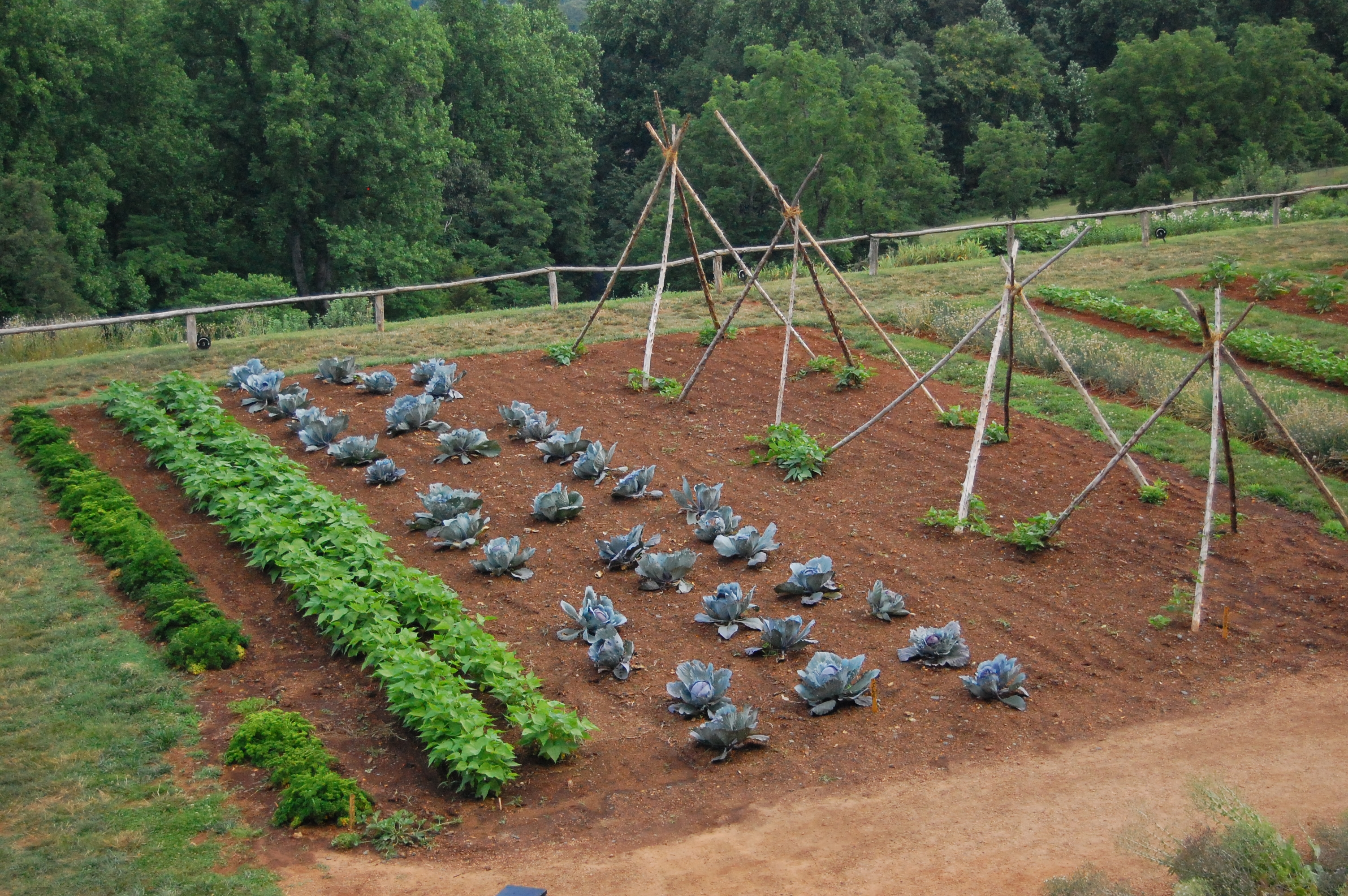
Légumes cultivés dans un jardin potager

Un légume est la plante ou la partie d'une plante comestible d'une espèce potagère. Cette définition, reprise par la plupart des dictionnaires de langue française, peut être étendue aux champignons comestibles, dont certains sont cultivés (champignon de Paris, shiitaké, etc.) et à certaines algues, dont la consommation est la plus développée en Extrême-Orient. Cette partie peut être une racine (carotte, betterave rouge), un tubercule (pomme de terre, topinambour), un bulbe (oignon), une jeune pousse (asperge, pousse de bambou), une pseudo-tige (poireau), un pétiole (bette, céleri), un ensemble de feuilles (laitue, endive), une fleur (artichaut, chou-fleur, brocoli), un fruit immature (haricot vert, pois mangetout, concombre), un fruit mature (tomate, épi de maïs), ou une graine (pois cassé, haricot sec, fruit sec), etc..

## Définition

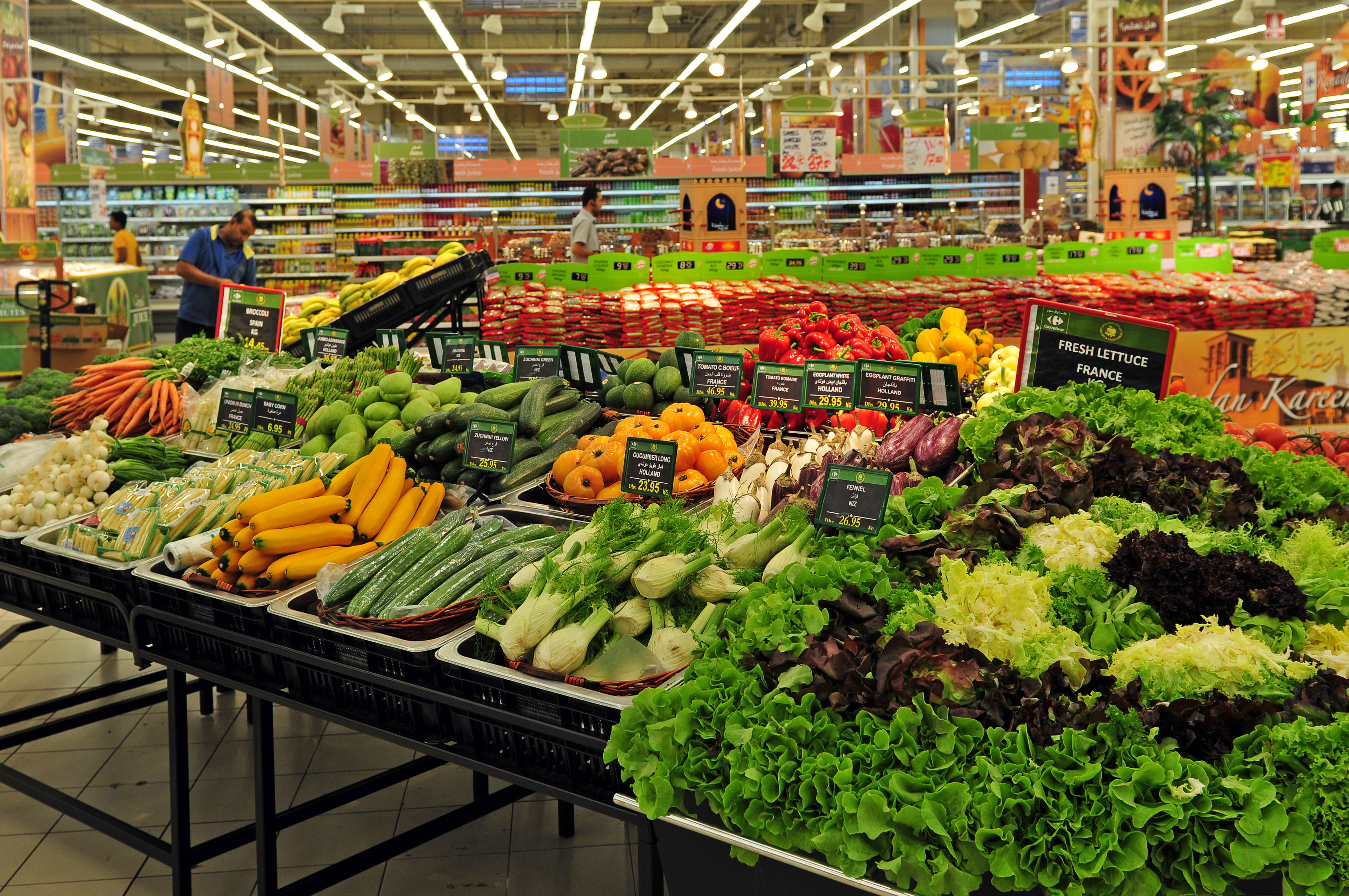
Étals de légumes dans le centre commercial Marina Mall, à Abou Dabi.

Le terme désigne aussi, par métonymie, les plantes potagères cultivées pour la production de légumes.
Dans le langage culinaire, « légume » s'oppose à « fruit », mais dans certains cas le même produit peut être cuisiné ou consommé soit comme légume soit comme fruit. Il s'oppose aussi à plante condimentaire, dont l'usage culinaire est différent, même si ce sont également des plantes potagères.
Dans le domaine de la cuisine et de la gastronomie, « légume » peut également avoir une acception plus large, désignant « tout aliment non carné et non sucré accompagnant un plat de viande ou de poisson au cours d'un repas ». Ce sont en outre généralement des « fruits », au sens botanique, qui constituent l'accompagnement dans ces plats salés particuliers dits « sucrés-salés ».
Mais le terme « légume » peut aussi avoir un sens plus restreint quand il ne concerne pas certains féculents (pomme de terre, riz…), la viande ou le poisson étant typiquement accompagné de « légumes » et de féculents.
La production des légumes frais destinés à la commercialisation se fait via le maraîchage, qui est une branche de l'horticulture, elle-même rameau de l'agriculture. Une partie non négligeable des légumes est produite dans les jardins potagers familiaux et essentiellement autoconsommée. Les légumes destinés à la conservation (appertisation, surgélation) et les légumes secs sont cultivés en plein champ, et leur récolte est le plus souvent mécanisée.

## Terminologie

### Étymologie
Le terme « légume » est attesté en français depuis 1531 selon le Robert historique et vient du latin « legumen », plante à gousse. Féminin à son origine, il a d'abord désigné les graines de légumineuses et de céréales anciennement la base de l'alimentation végétale. L'étymologie populaire fait rapprocher ce terme du verbe latin « legere » « cueillir », « choisir » et par extension « lire ». Cependant, l'étymologie exacte reste problématique car on est plutôt en présence d'un mot non indo-européen, emprunt à une langue inconnue.

### Relation entre légumes et fruits

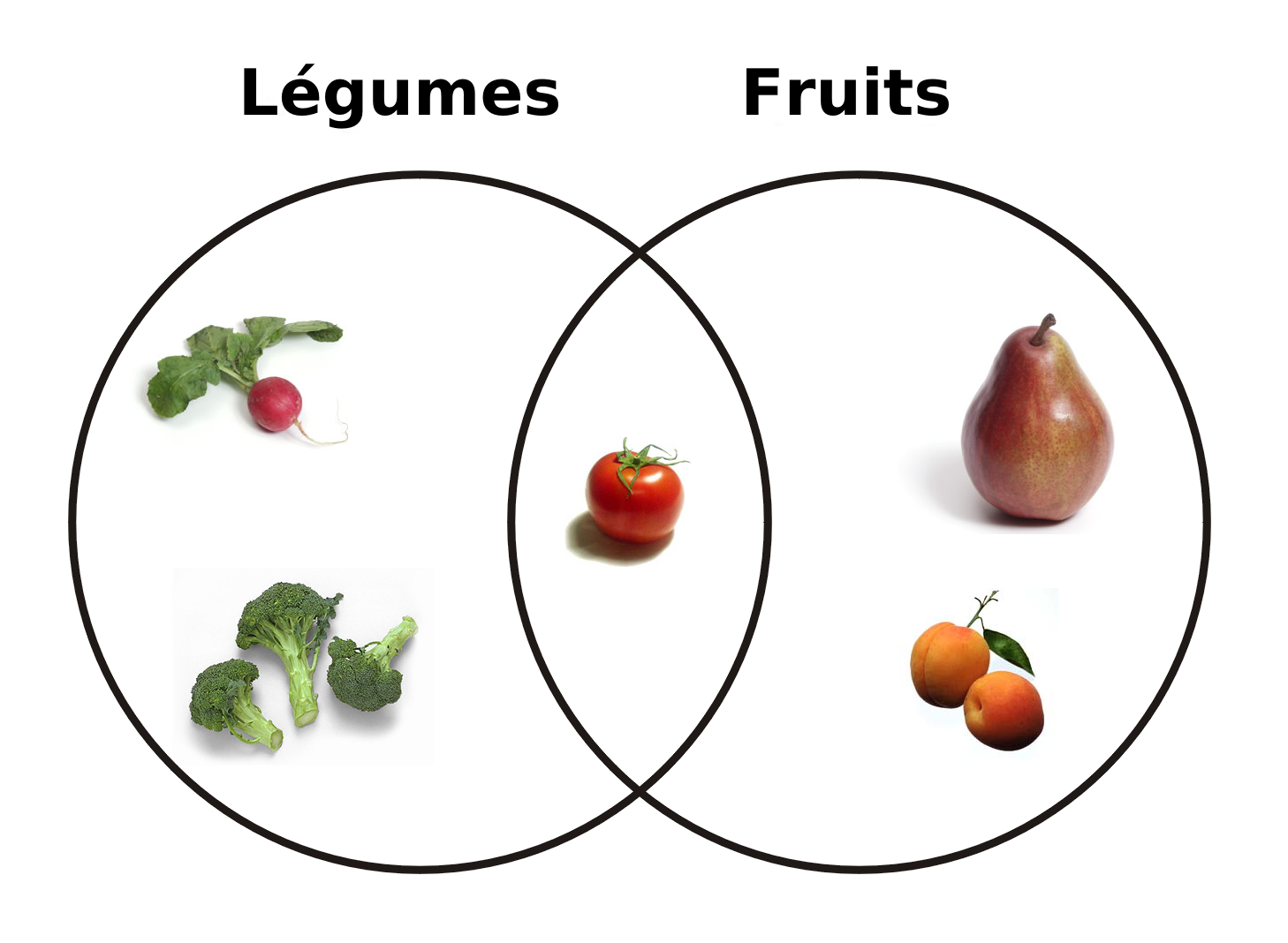
Diagramme de Venn simplifié montrant le chevauchement entre les appellations « légumes » et « fruits »

« Fruit » et « légume » ont une double acception selon que l'on se place dans le cadre de la cuisine ou de la botanique.

#### Au sens botanique
Selon les botanistes, un fruit est la structure issue de l'évolution arrivée à maturité de l'ovaire, dont le rôle est de protéger et d'assurer la diffusion des graines. On les classe en drupes, baies, ou fruits secs. De nombreux fruits au sens botanique ne sont pas comestibles et peuvent même être toxiques.
Parmi les fruits au sens botanique on peut citer :
- ceux qui sont récoltés immatures : le pois mangetout, le haricot vert et mangetout, le concombre/cornichon, les courges, l'aubergine, le piment, le poivron, l'olive, le gombo, la banane plantain…
- ceux qui sont récoltés à maturité : l'avocat, l'épi de maïs, les fruits à coque, l'olive, le potiron, la graine de tournesol, la tomate, ou encore le poivre et le piment…

Au XVIIIe siècle, les premiers botanistes ont appelé "légume" le fruit des plantes de la famille des Fabaceae, qu'ils appelaient famille des "Légumineuses". Le nom botanique de ces fruits est aujourd'hui « gousse ».
Dans la langue anglaise, le mot legume désigne les légumes secs (légumineuses à grosses graines).

#### Au sens culinaire
Au sens culinaire, le terme « fruit » désigne des fruits charnus, mais parfois aussi d'autres parties de plantes, qui sont à la fois comestibles, de goût agréable, que l'on peut généralement consommer crus et qui conviennent à la préparation de plats sucrés et de desserts, par exemple les fraises, pêches, prunes, etc.
À contrario, nombre de fruits botaniques comestibles, tels que la tomate, l'aubergine ou le poivron, se préparent sans sucre et entrent habituellement dans la confection de recettes salées. Ils sont donc considérés en cuisine comme des légumes, et plus particulièrement des légumes-fruits.
Ainsi, une partie de plante peut tout à fait être désignée comme fruit dans un contexte scientifique, même si elle se prépare en cuisine comme un légume.

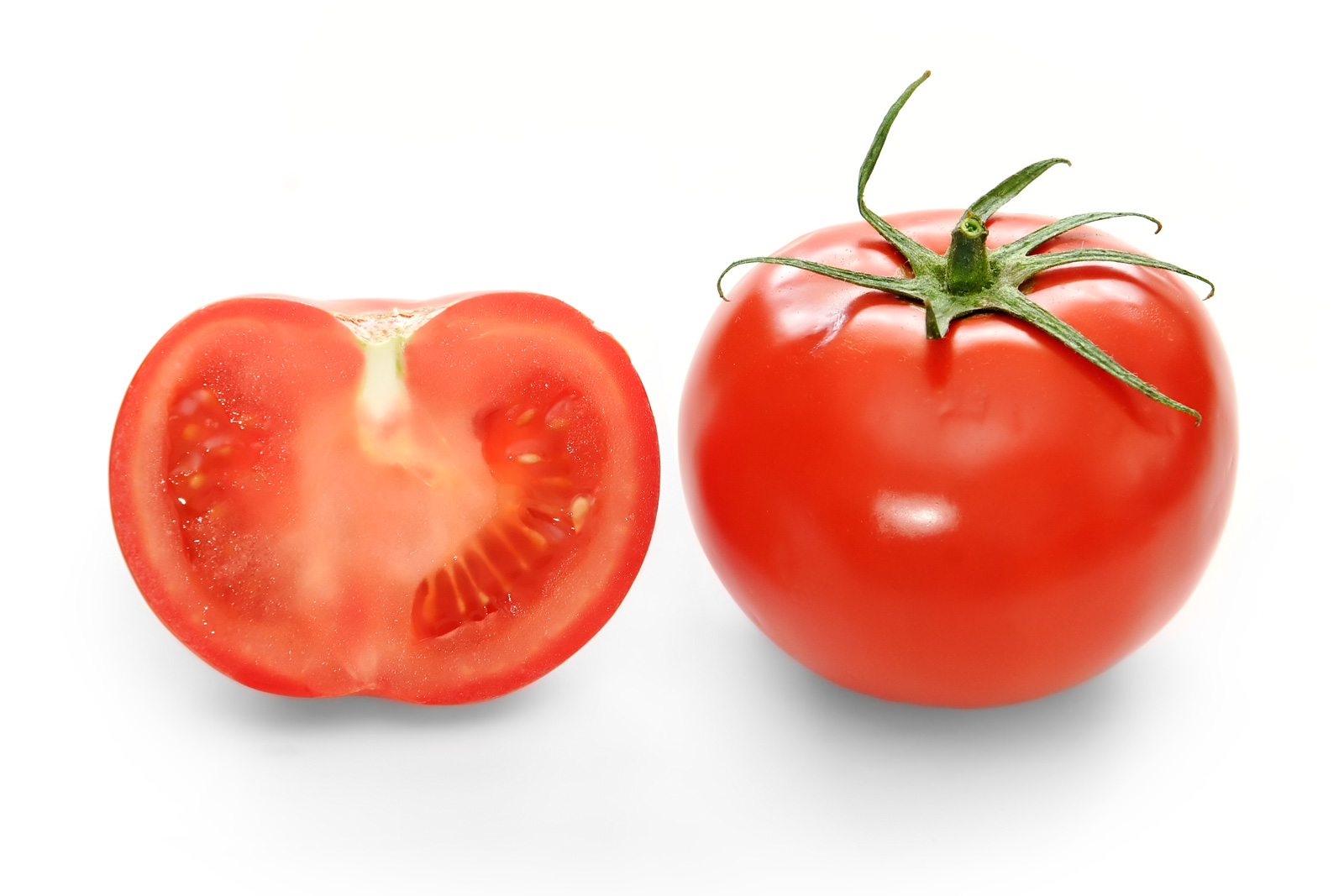
La tomate, à la fois un fruit et un légume

Dans certains cas, la distinction entre fruit et légume devient délicate, certains fruits pouvant être consommés comme légumes, par exemple dans le cas du melon, fruit couramment consommé en entrée, ou de certains fruits cuisinés en accompagnement de plats de viande, par exemple le canard à l'orange, et inversement certains légumes, parfois naturellement sucrés, peuvent s'accommoder en dessert, par exemple la patate douce.
La question de savoir si la tomate était un fruit ou un légume a été portée en 1893 devant la Cour suprême des États-Unis. Cette dernière décida à l'unanimité dans l'affaire Nix vs. Hedden que, dans le cadre de la loi de 1883 sur les droits de douane applicables aux produits importés, la tomate devait être assimilée à un légume et taxée comme tel. La Cour reconnut toutefois le caractère botanique de fruit de la tomate.
En revanche, la Commission européenne a décidé d'assimiler à des fruits certains légumes, dont la tomate, la carotte et la patate douce lorsqu'ils entrent dans la composition de confitures, bien que les deux derniers ne soient en rien des fruits botaniques. Il s'agissait en réalité de se conformer à la Directive 2001/113/CE du 20 décembre 2001, qui définit la confiture comme un mélange à base de sucre et de fruits, tout en préservant certaines traditions locales de production de confitures à base de légumes. C'est notamment le cas de la Doce de cenoura, confiture de carottes portugaise.

## Catégories

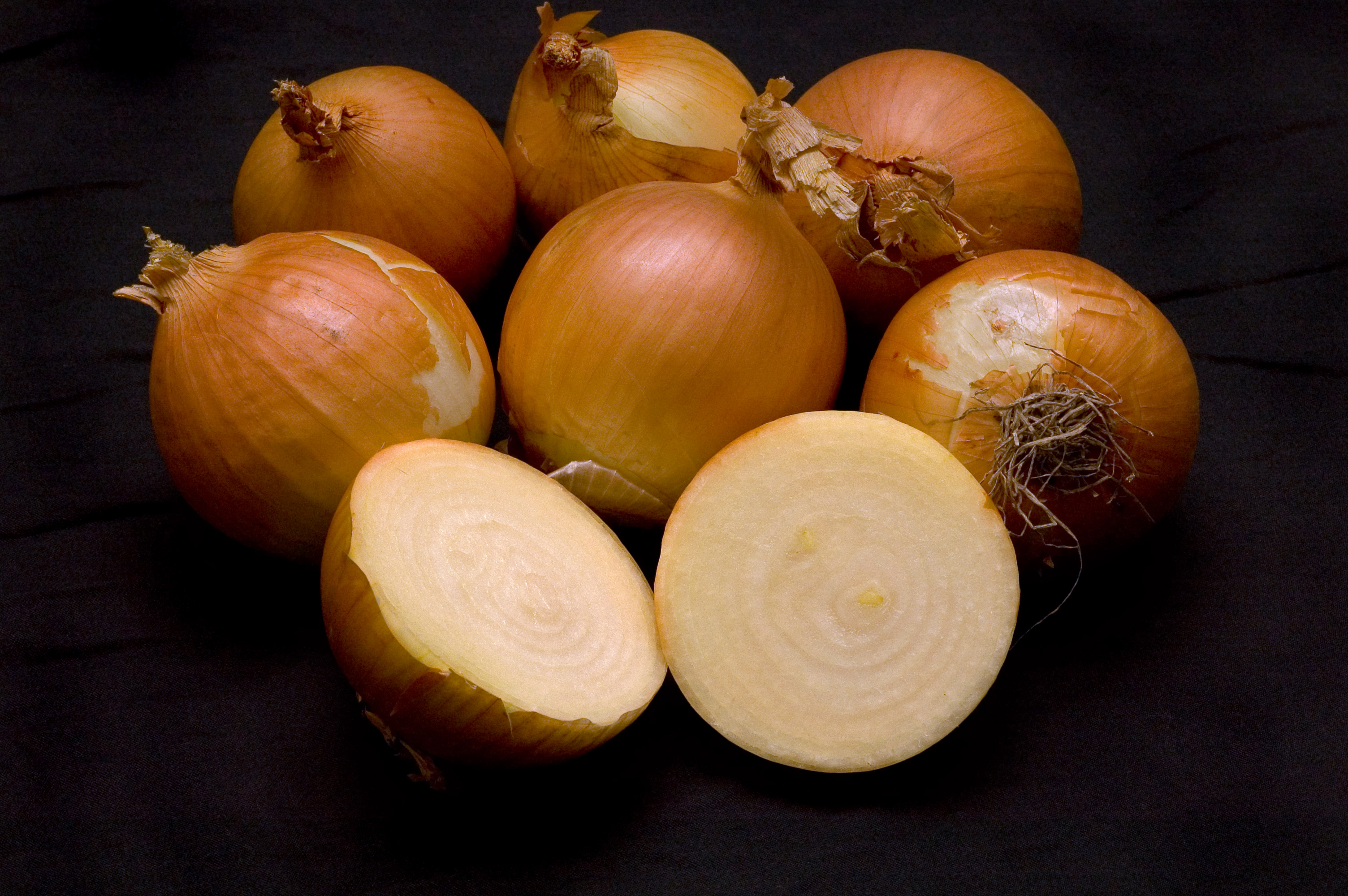
Oignons

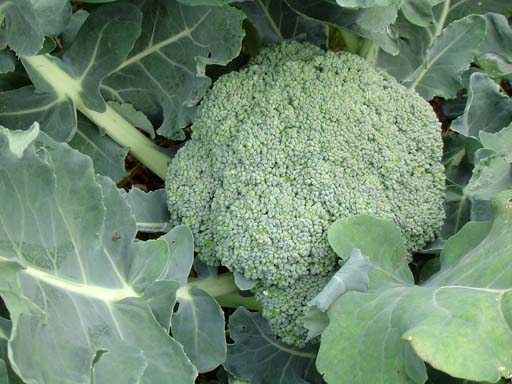
Brocoli

Selon la partie de la plante qui est consommée et ses caractéristiques, on distingue plusieurs catégories de légumes.

### Légumes secs
Les légumes secs sont ceux dont on consomme les graines récoltées à maturité. Leur faible teneur en eau, d'environ 12 %, permet de les conserver longtemps à l'abri de l'humidité. Ils sont essentiellement représentés par les légumineuses telles que les haricots, les lentilles, les pois chiches et les lupins ainsi que les fèves et les pois cassés. L'arachide et le soja sont quant à elles des légumineuses oléagineuses et ne sont pas considérées comme des légumes secs.

### Légumes frais
Les légumes frais ou légumes verts peuvent être distingués selon l'organe végétal récolté.

#### Les légumes-feuilles
Les légumes-feuilles sont les légumes dont on consomme les feuilles, parfois seulement le limbe, la base des feuilles ou le pétiole. Ce sont d'abord les salades de type endive, laitue, mâche, romaine, scarole ou autres, souvent accompagnées d'un assaisonnement du fait de leur fadeur ou amertume naturelles, mais aussi le chou, l'épinard, l'oseille, et le céleri. Puis la base des feuilles imbriquées chez le fenouil, ou le bas des feuilles serrées qui constituent une pseudo-tige chez le poireau. C'est le pétiole transformé en carde qui est consommé chez la poirée tels la bette, le cardon ou la rhubarbe. Appartiennent aussi à cette catégorie diverses sortes de légumes tropicaux dénommés brèdes.

#### Légumes-tiges
Ce sont les légumes dont on consomme des parties de la tige, comme les jeunes pousses turions comme l'asperge, les pousses de bambous ou la base de la tige comme la racine tubérisée du chou-rave ainsi que les bulbes des Amaryllidacées souvent aussi utilisés comme condiments tels la ciboule, l'ail, l'échalote et l'oignon.

#### Légumes-fleurs
Consommés pour les inflorescences ou les fleurs en boutons, ce sont le chou-fleur, le brocoli, la câpre, ou bien le réceptacle floral du jeune capitule tel l'artichaut, le Gundelia, et la fleur propement dite de courgette. Les fleurs de nombreuses espèces peuvent être consommées pour leur goût particulier ou leurs aspect décoratif comme la capucine.

#### Légumes-racines
Les légumes-racines sont représentés par la betterave, la carotte et le panais, le navet, le radis, le rutabaga, le salsifis, le scorsonère et le cerfeuil tubéreux entre autres.

#### Légumes-fruits
Les légumes-fruits sont consommés en tant que légumes, mais constituant le fruit ou organe portant les graines, au sens botanique, de la plante tels l'avocat, la chayote, la courge, la courgette, le melon, l'olive, la pastèque, ou la tomate. À cette catégorie se rattachent aussi les gousses jeunes récoltées avant maturité comme le petit pois mange-tout ou les haricots verts tels les haricots verts filets ou aiguilles, filets-mangetout, mange-tout ou haricots verts plats et les fruits récoltés jeunes comme l'aubergine, le poivron/piment, le concombre/cornichon, les courges, le gombo, la banane plantain…

#### Tubercules
Les tubercules sont des organes issus de la tubérisation de tiges souterraines. Ils se distinguent par leur forte teneur en glucides de réserve (amidon ou inuline) tels la crosne du Japon, l'igname, l'oca du Pérou, la patate douce, la pomme de terre et le topinambour, entre autres.

#### Herbes aromatiques
Les fines herbes utilisées comme condiments et pour leurs arômes ne sont pas à proprement parler des légumes tels le basilic, le cerfeuil, la ciboulette, l'estragon, le laurier, la menthe, le persil, le romarin et le thym entre autres.

### Couleurs

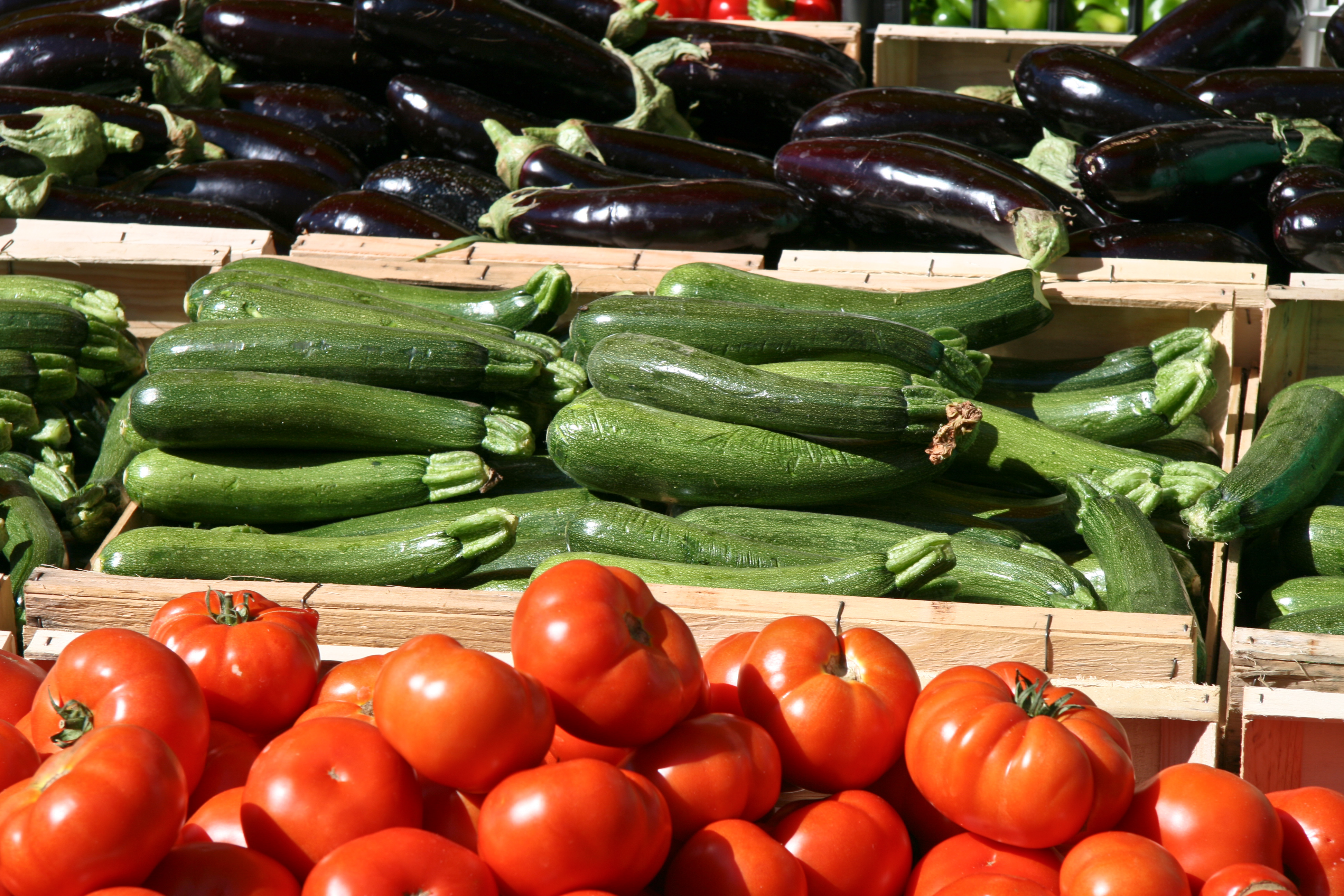
Légumes pour ratatouille au marché d'Apt

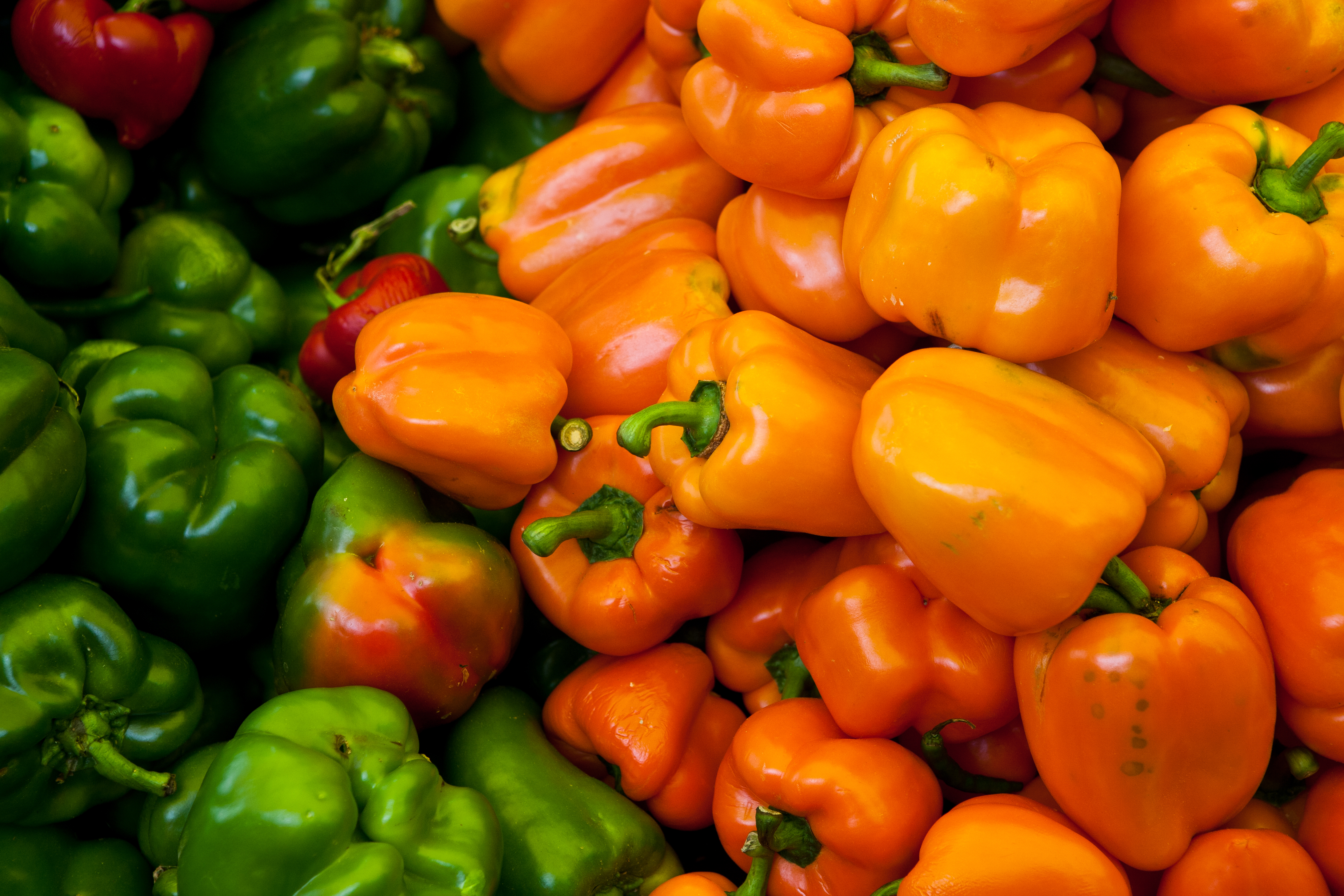
Poivrons

La couleur verte de nombreux légumes, notamment les légumes-feuilles, est due à la présence d'un pigment vert, la chlorophylle. Celle-ci est affectée par le pH et vire au vert-olive en conditions acides et au vert clair en conditions alcalines. Certains de ces acides sont libérés dans la vapeur pendant la cuisson, particulièrement si c'est une cuisson à couvert.
Les couleurs jaune/orange des fruits et légumes sont dues à la présence de caroténoïdes, qui sont aussi affectés par les procédés de cuisson ou les variations de pH.
La coloration rouge/bleue de certains fruits et légumes (par exemple les mûres et le chou rouge) est due aux anthocyanes, qui sont sensibles aux variations de pH. Quand celui-ci est neutre, les pigments sont pourpres, rouges quand ils sont acides et bleus quand ils sont basiques. Ces pigments sont très hydrosolubles.

### Sélection variétale en France

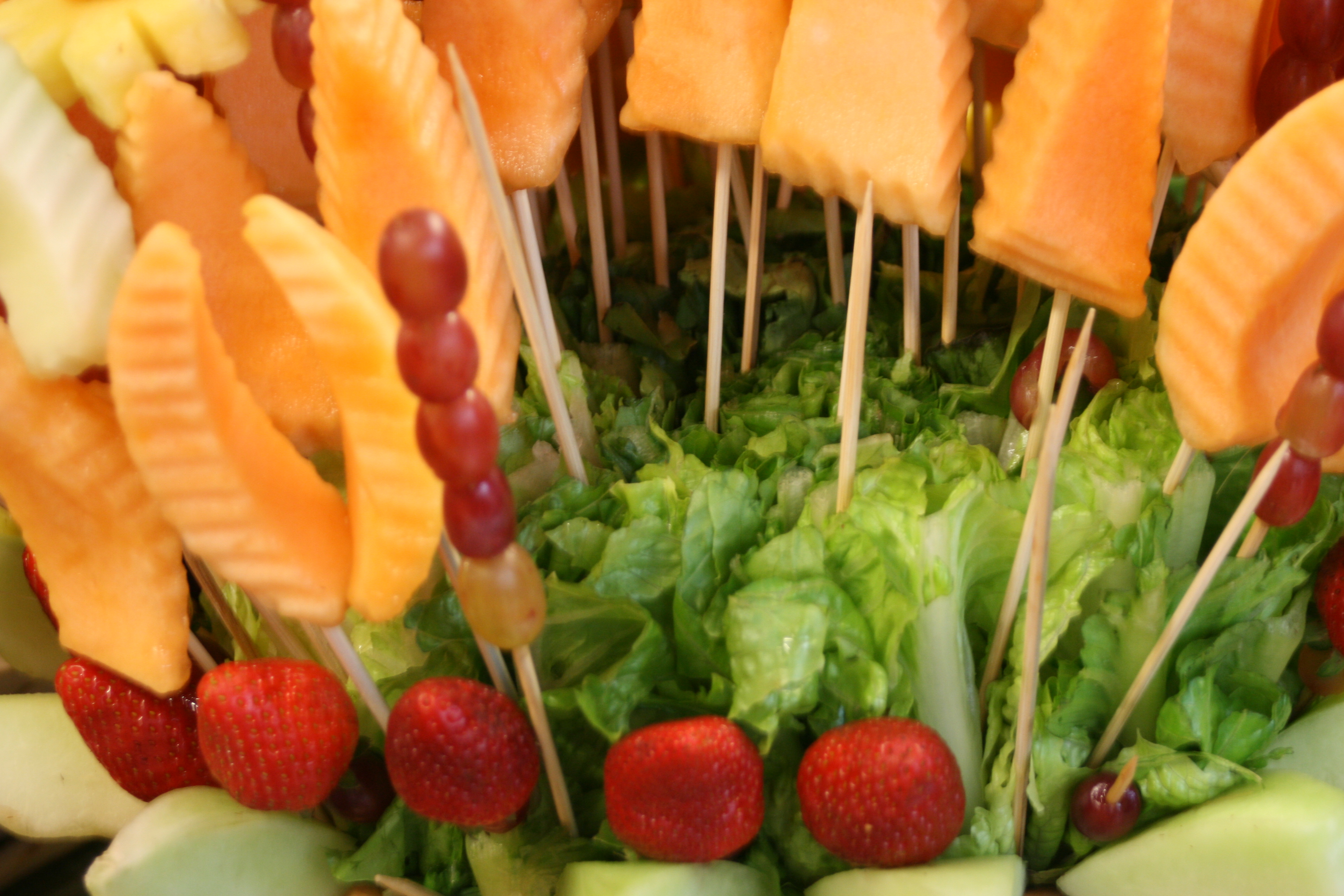
Tomates, fraises et melons de la plaine du Comtat Venaissin

En 2016, environ 21 000 variétés de légumes sont inscrites au catalogue européen et sont donc autorisées à la commercialisation en France,, près de 2 700 variétés sont inscrites au catalogue français, dont 370 variétés dites « anciennes » auxquelles il faut ajouter près de 280 variétés sur la liste des variétés anciennes pour amateurs et non autorisées à la commercialisation en France. Le nombre de variétés conservées (accessions) dans les réseaux européens est estimé à plus de 100 000, il est inconnu à l'échelle mondiale. Le nombre de variétés anciennes mises en culture chaque année à des fins de conservation est supérieur à 5 000. Le nombre de variétés nouvelles créées et inscrites en moyenne par an est en France de 250 en moyenne et de 1 600 en Europe.
Ces variétés sont créées par une vingtaine d'établissements qui sélectionnent des espèces potagères en France et les variétés anciennes sont maintenues par une quinzaine d'entreprises spécialisées.
La sélection a permis ces dernières années d'apporter de nombreuses modifications telles que :
- la résistance à l'anthracnose pour le haricot ;
- des résistances aux nématodes, aux virus, aux champignons et aux bactéries pour la tomate ;
- des résistances aux champignons pour les laitues ;
- la qualité gustative pour le melon ;
- une diminution de l'amertume pour le concombre et l'endive ;
- une adaptation à la récolte mécanique pour les mâches ;
- une meilleure aptitude au transport pour le concombre.

De nombreux travaux sont en cours afin d'améliorer les résistances aux bioagresseurs, la taille, la forme et les couleurs, ainsi que la qualité gustative et nutritionnelle de différentes espèces.
Des collections de variétés sauvages et de cultivars des différentes espèces de légumes sont entretenues dans différents pays pour préserver les ressources génétiques de ces espèces.
En France, par exemple, le « Centre de Ressources Biologiques Légumes » (CRB-Leg) basé à Avignon a la responsabilité de la conservation de nombreuses variétés de laitues, melons, piments, tomates et aubergines.

## Production

### Culture

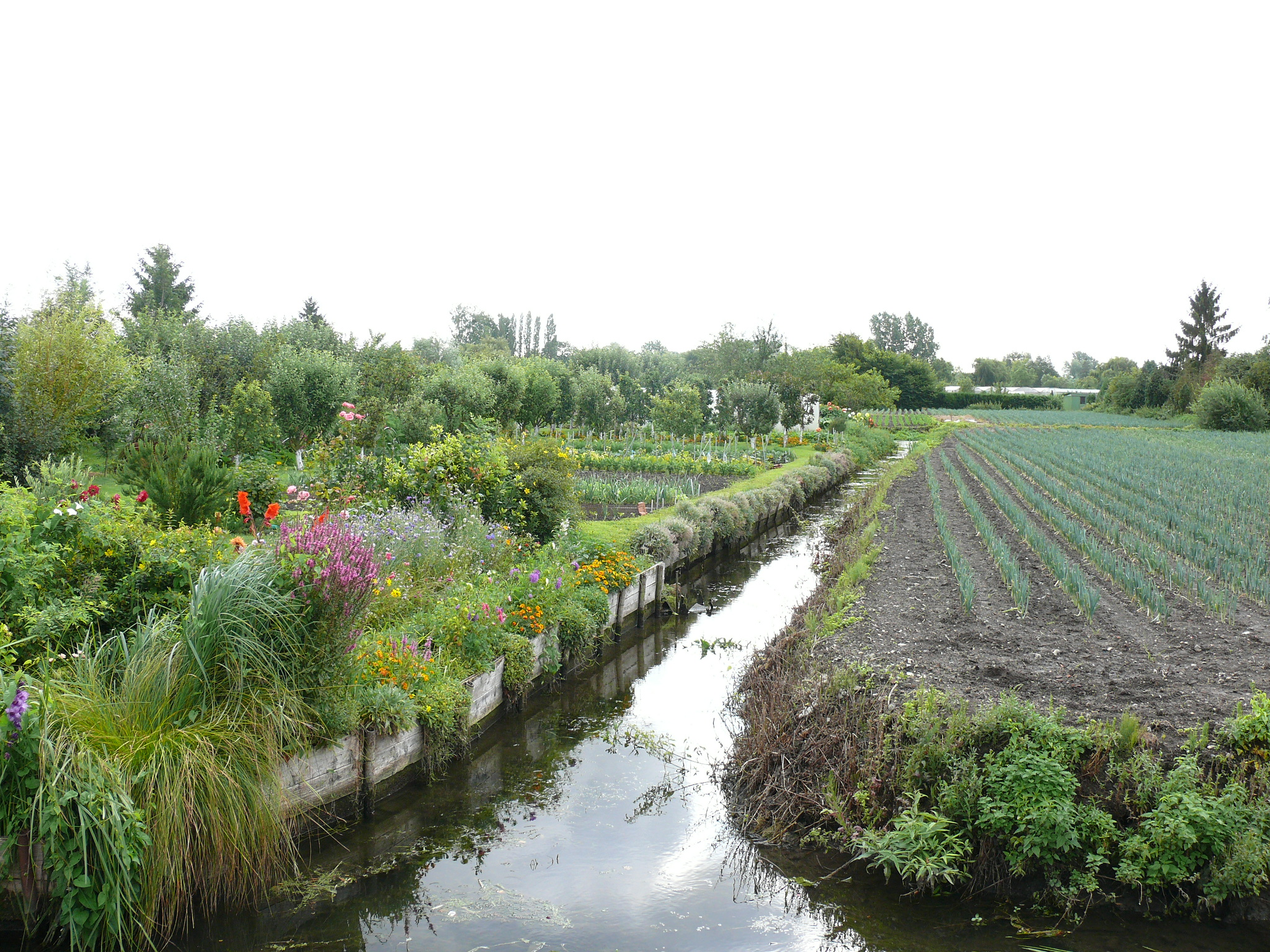
Hortillonnages d'Amiens

La production familiale de légumes dans les jardins potagers est traditionnellement importante dans les régions rurales mais a perdu beaucoup d'importance avec la progression de l'urbanisation.
La production professionnelle ou marchande est généralement le fait de producteurs spécialisés, les maraîchers ; toutefois certains légumes donnent lieu à une importante production de plein champ dans le cadre de l'agriculture contractualisée. C'est le cas par exemple de la pomme de terre ou des pois.
Longtemps, le maraîchage s'est développé à proximité immédiate des villes et de leur marchés, exploitant les fonds de vallée humides à proximité des agglomérations. On peut citer l'exemple des hortillonnages d'Amiens. Le développement de l'urbanisation et la diminution des coûts de transport ont bien souvent provoqué la migration de cette activité dans des régions, voire des pays, plus adaptées aux différentes cultures, plus spécialisées et à la main d'œuvre bon marché.

### Saisonnalité

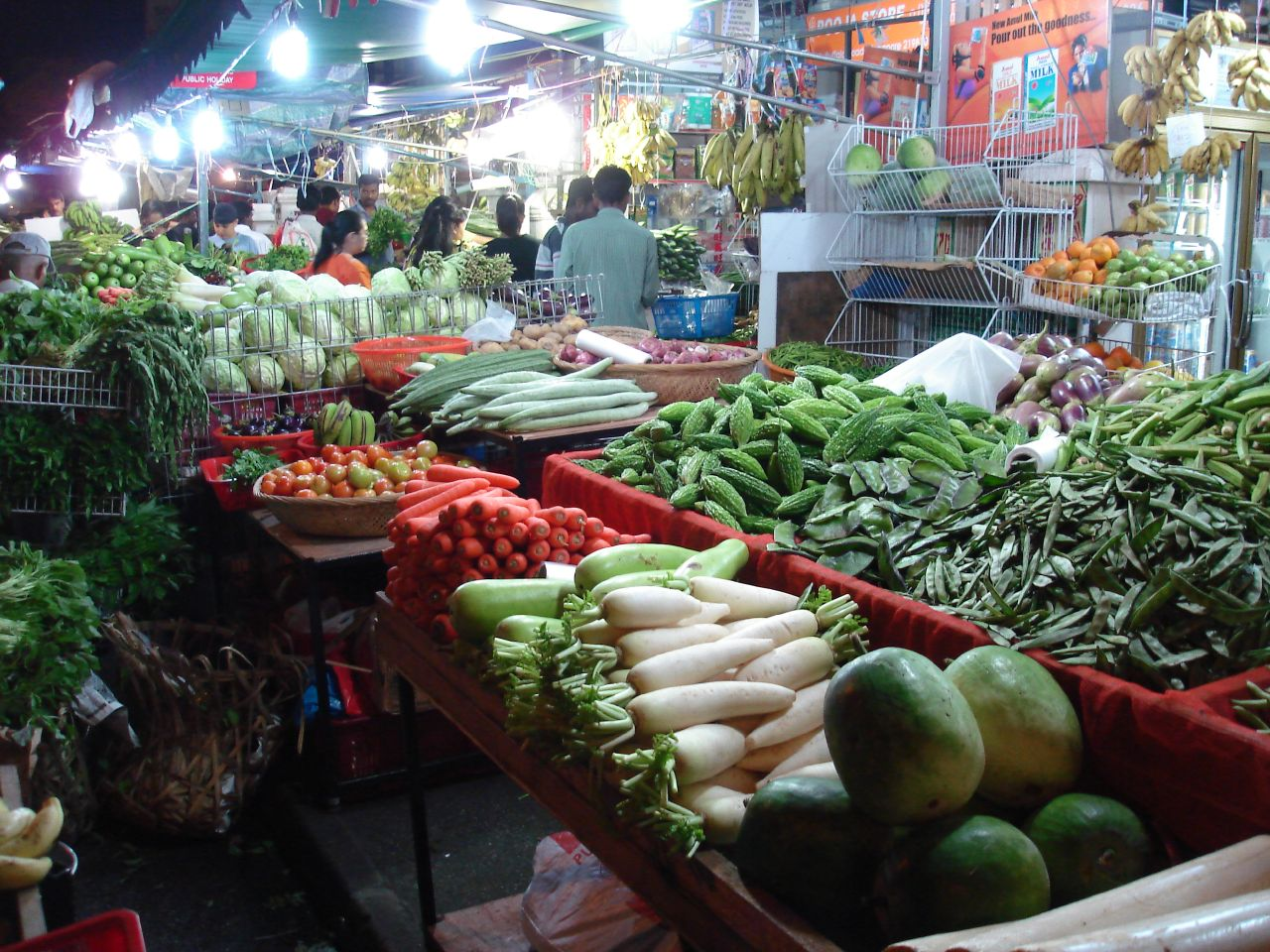
Un étal de marché à Singapour

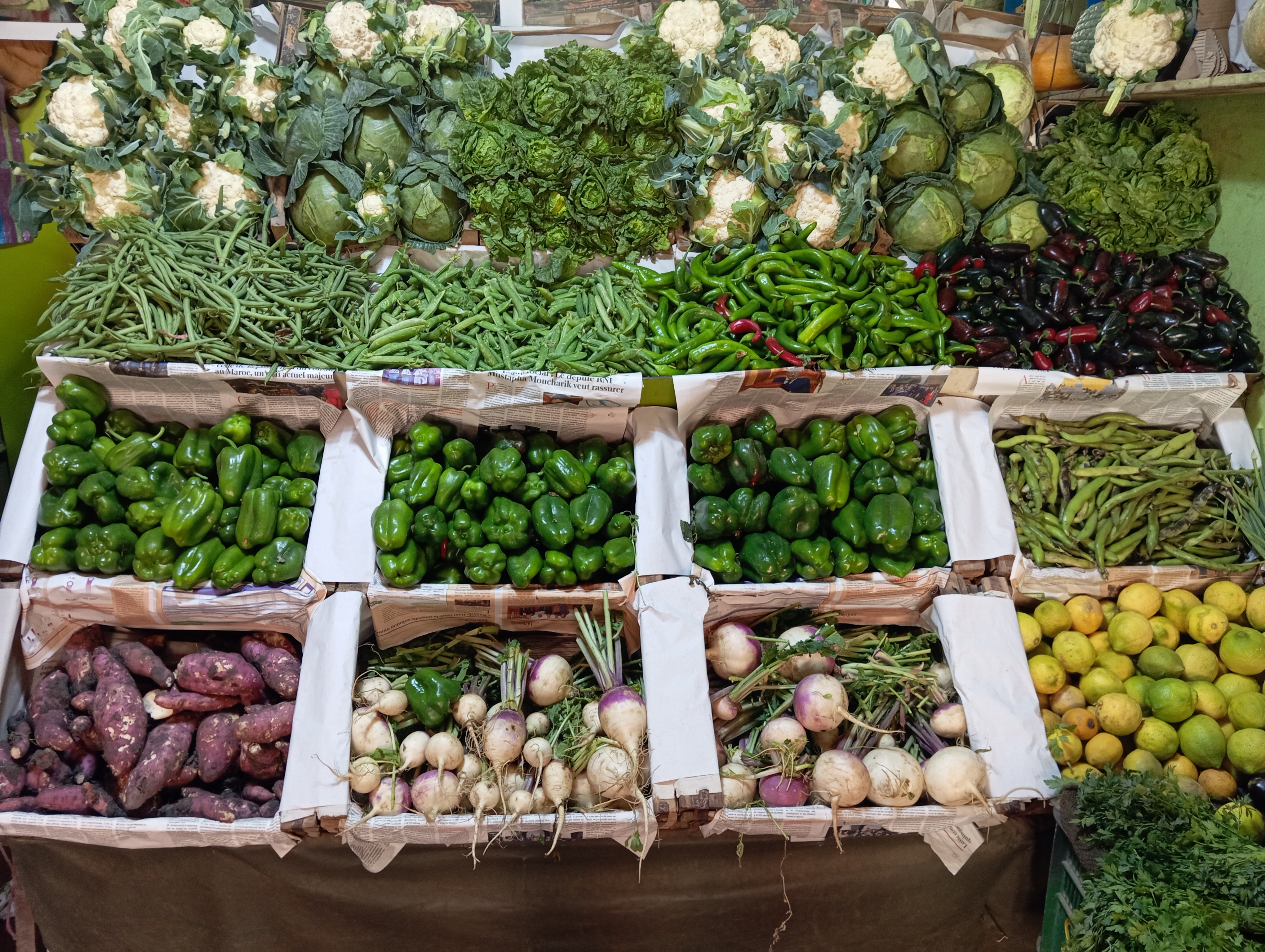
Un étal de marché au Maroc

La production des légumes est dépendante des conditions climatiques propres à chaque région. Selon la facilité de conservation des différents légumes, leur disponibilité sera plus ou moins étalée, et généralement très brève pour les produits frais, tels les petits pois ou les haricots verts, qui ne supportent pas le stockage même à basse température au-delà d'une semaine.
L'approvisionnement des marchés, en particulier dans la grande distribution est complété par deux types de produits : des légumes forcés dans des tunnels et récoltés en avance sur la saison normale, des légumes importés cultivés dans des pays offrant des conditions climatiques plus adaptées. En outre, les techniques de conservation modernes (appertisation, surgélation, déshydratation, irradiation) ont permis d'étaler la saison de consommation de nombreux produits. La spécialisation des régions s'explique aussi par la professionnalisation de la production légumière et la recherche d'une plus grande productivité.

### Commercialisation

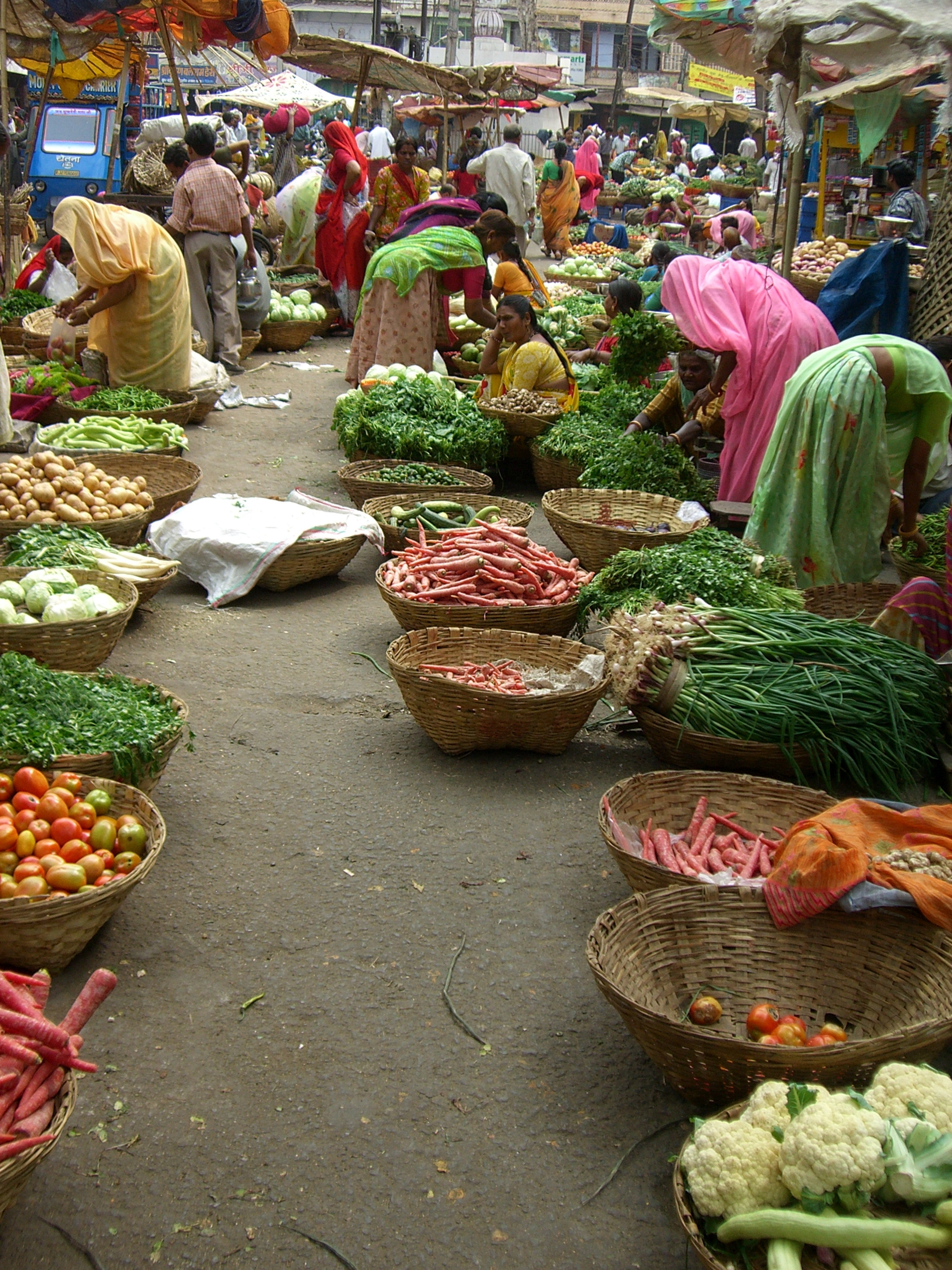
Marché de fruits et légumes à Udaipur (Inde)

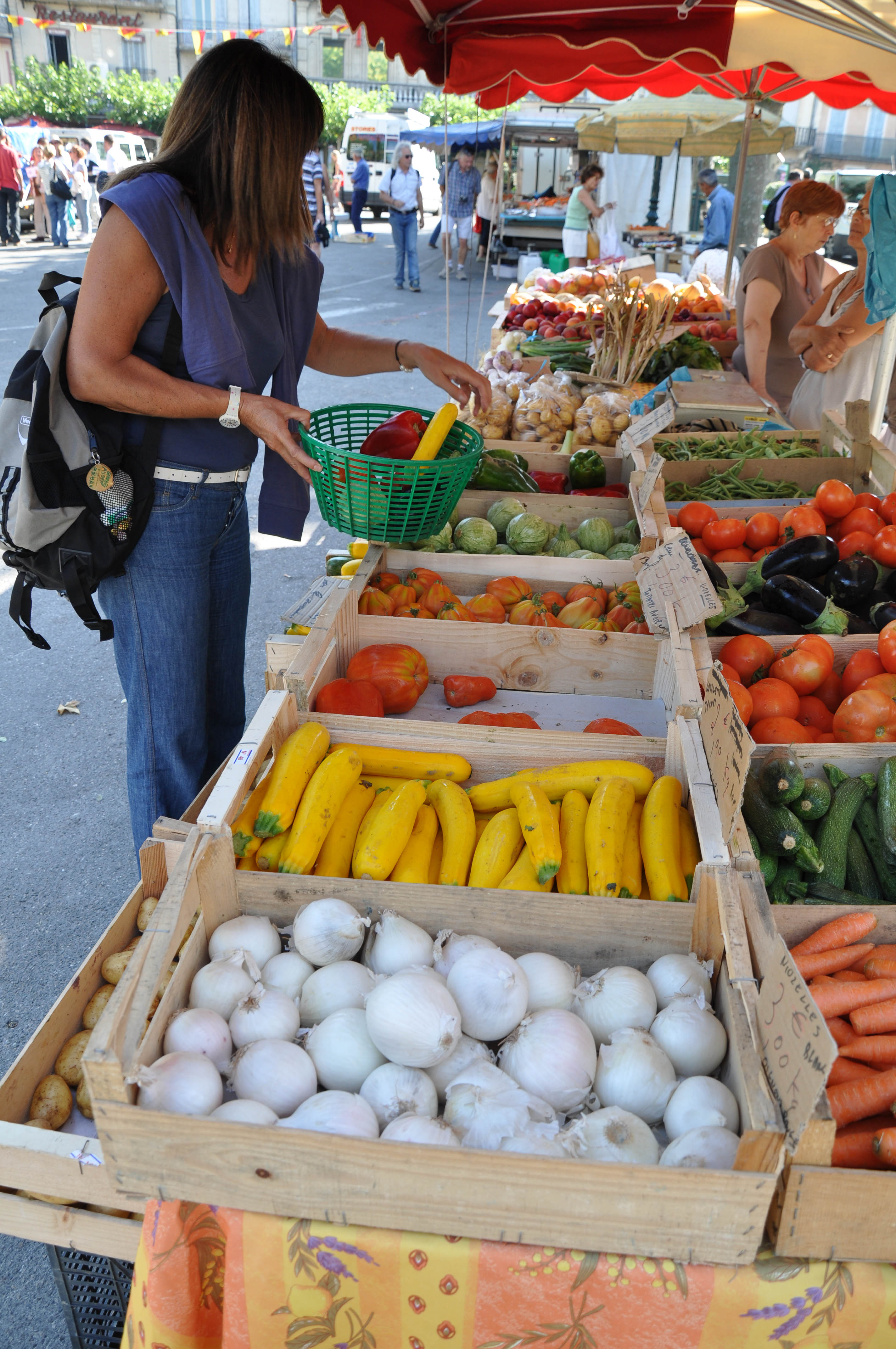
Légumes dans un marché de Provence à Forcalquier

Les légumes produits entrent soit dans le circuit de distribution pour la consommation en frais, qui passe par différentes étapes et aboutit aux commerce de détail, aux étals des marchés ou dans les super et hypermarchés de la grande distribution, soit dans des circuits de transformation industrielle, conserves, surgelés, etc.
En France, le marché d'intérêt national de Rungis, situé dans le sud de la banlieue parisienne, joue un rôle très important dans la distribution des légumes ainsi que d'autres produits alimentaires (fruits, viandes, poissons, fruits de mer).
Les légumes sont disponibles dans le commerce sous diverses formes, qui tendent à faciliter leur emploi et leur disponibilité tout au long de l'année. On distingue cinq « gammes » :
- légumes frais bruts (1re gamme) ;
- légumes stérilisés (appertisés) et conservés en boîtes métalliques ou en bocaux (2e gamme) ;
- légumes surgelés (3e gamme) ;
- légumes frais crus prêts à l'emploi, emballés - épluchés, râpés, etc. (4e gamme) ;
- légumes cuits sous vide, stérilisés ou pasteurisés (5e gamme).

À partir de la 2e gamme, les légumes sont commercialisés avec une DLC (date limite de consommation) ou une DLUO (date limite d'utilisation optimale) obligatoirement inscrite sur l'emballage.

#### Protections commerciales d'appellations et de marques collectives de légumes

##### Union européenne
Dans l'Union européenne, de nombreuses appellations populaires de légumes sont protégées commercialement par Appellation d'origine protégée (AOP); les marques collectives le sont par Indication géographique protégée (IGP).
| En Allemagne - Spreewälder Gurken (IGP) - Spreewälder Meerrettich (IGP) Au Danemark - Lammefjordsgulerod (IGP) En Espagne - Espárrago de Huétor-Tájar (IGP) - Espárrago de Navarra (IGP) - Berenjena de Almagro (IGP) - Faba Asturiana (IGP) - Judías de El Barco de Ávila (IGP) - Lenteja de La Armuña (IGP) - Pimiento Riojano (IGP) - Pimientos del Piquillo de Lodosa (AOP) - Patatas de Prades (IGP) - Pataca de Galicia (IGP) - Arròs de València (AOP) En Finlande - Lapin Puikula (AOP) | En France - Ail blanc de lomagne (IGP) - Ail rose de Lautrec (IGP) - Asperge des Sables des Landes - Coco de Paimpol (AOC) - Fraise de Carpentras - Haricot tarbais (IGP) - Lentilles du Berry (IGP) - Lentille verte du Puy (AOC) - Lingot du Nord (IGP) - Mâche nantaise (IGP) - Melon de Cavaillon - Melon du Haut-Poitou (IGP) - Melon du Quercy (IGP) - Oignon doux des Cévennes (AOC) - Piment d'Espelette (AOP) - Poireaux de Créances (IGP) - Pomme de terre de l'île de Ré (AOC) - Pomme de terre primeur du Roussillon (AOC) - Pomme de terre de Merville (IGP) En Grèce - Patata Naxou (IGP) - Fassolia Gigantes Elefantes Kato Nevrokopiou (IGP) | En Italie - Carciofo di Paestum (IGP) - Carciofo Romanesco del Lazio (IGP) - Asparago bianco di Cimadolmo (IGP) - Asparago verde di Altedo (IGP) - Radicchio Rosso di Treviso (IGP) - Radicchio Variegato di Castelfranco (IGP) - Scalogno di Romagna (IGP) - Farro della Garfagnana (IGP) - Fagiolo di Lamon della Vallata Bellunese (IGP) - Fagiolo di Sarconi (IGP) - Fagiolo di Sorana (IGP) - Lenticchia di Castelluccio di Norcia (IGP) - Patata di Bologna (AOP) - Patata della Sila (IGP) - Pomodoro di Pachino (IGP) - Pomodoro S.Marzano dell'Agro Sarnese-Nocerino (AOP) - Peperone di Senise (IGP) Au Portugal - Batata de Trás-os-Montes (IGP) Au Royaume-Uni - Jersey Royal Potatoes (AOP) |

##### Suisse
Deux appellations de légume ont été inscrites au registre des AOC/IGP de la Confédération :
- Cardon épineux genevois (AOC)
- Safran de Mund (AOC)

## Conservation des légumes

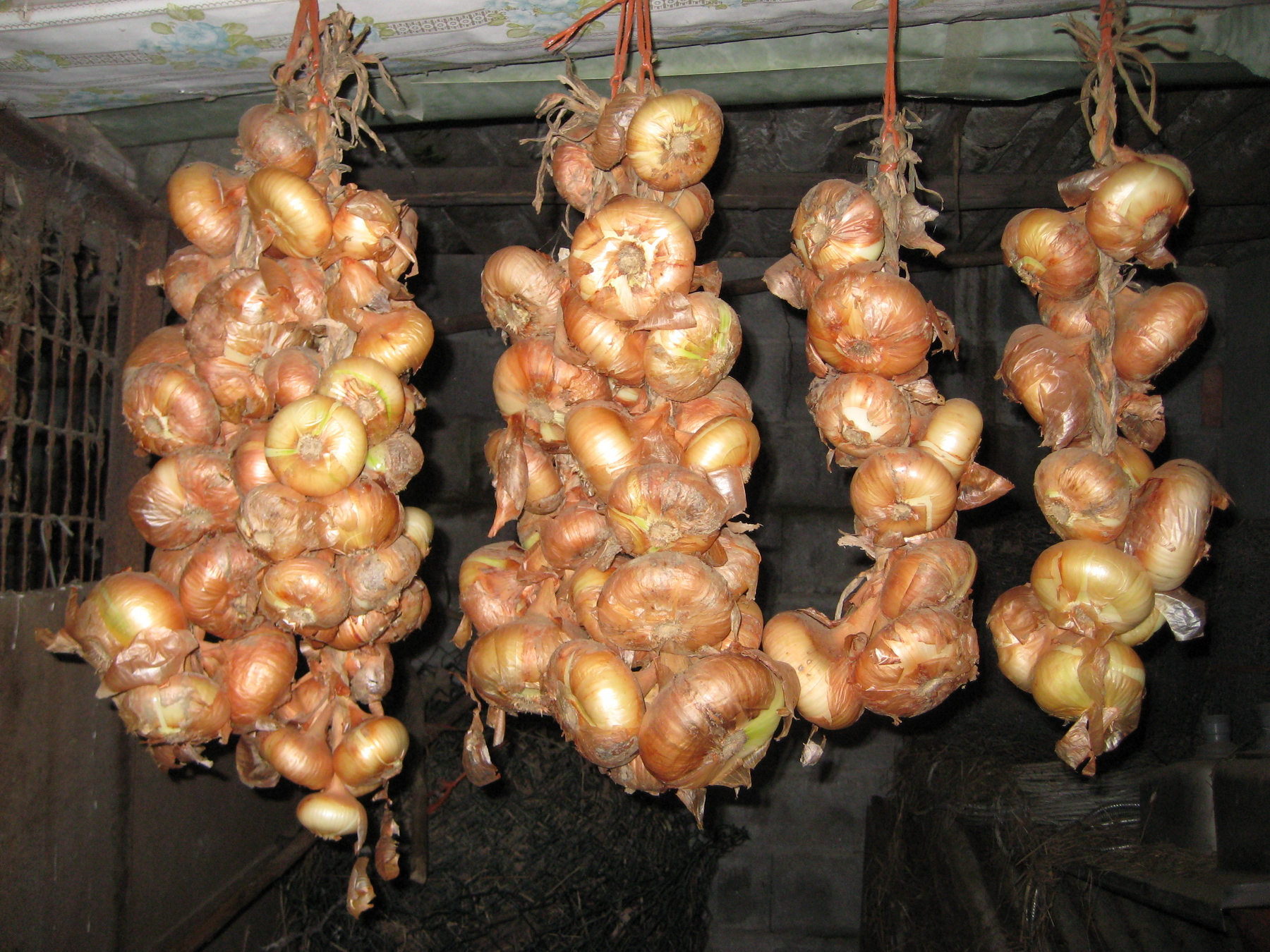
Guirlandes d'oignons

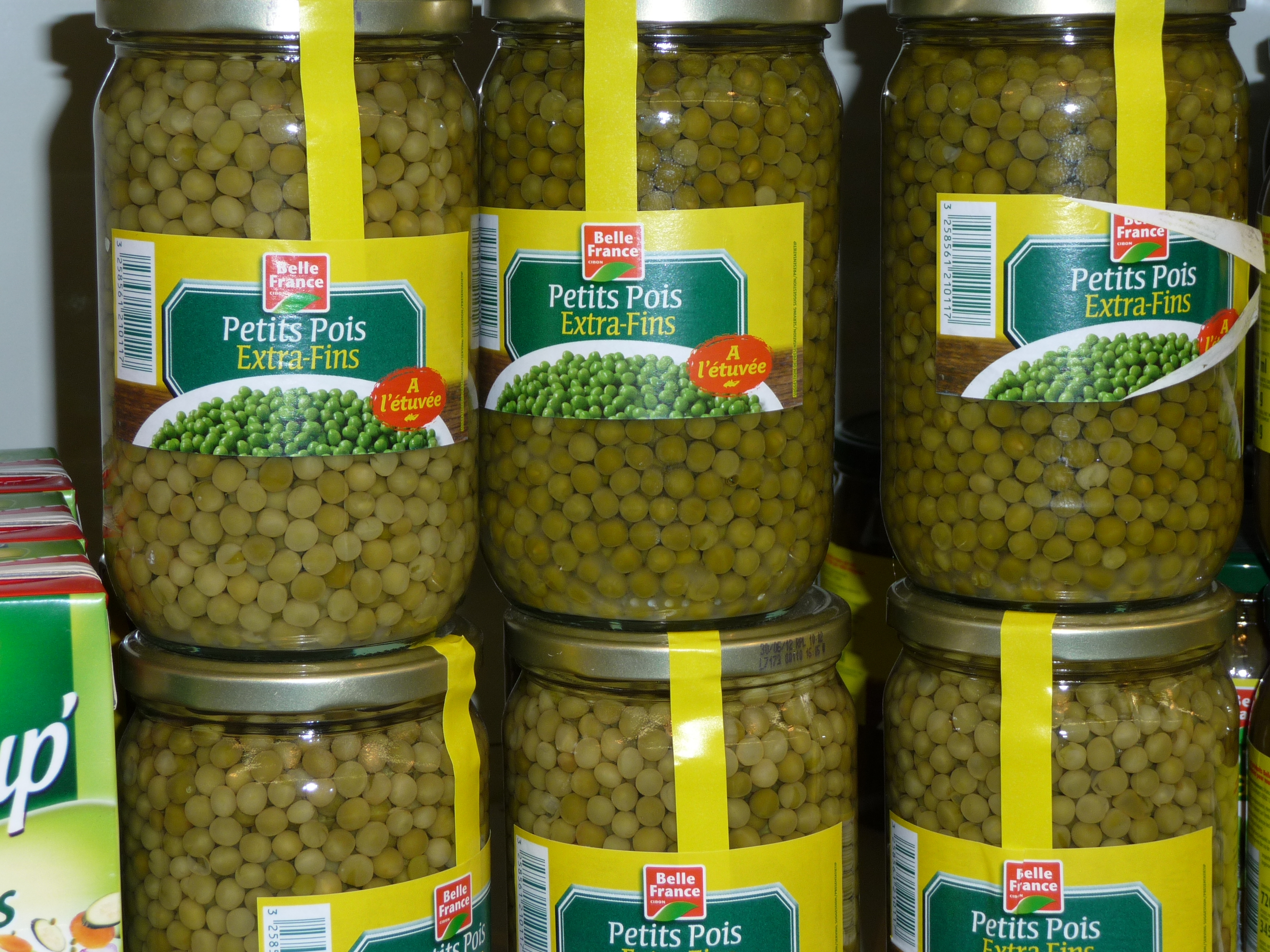
Petits pois en bocaux de verre

À l'exception des légumes secs, les légumes sont des denrées périssables, pour lesquelles le problème de la conservation s'est posé de longue date.
Certains légumes du type tubercules ou bulbes peuvent se conserver assez facilement à l'abri de l'humidité et du froid. C'est le cas de l'oignon, de l'ail et de la pomme de terre. Cette dernière doit en outre être protégée de la lumière pour éviter le développement des germes. Certains tubercules, notamment le topinambour, se conservent toutefois mal une fois déterrés. Les courges et potirons peuvent également se conserver pendant plusieurs mois à l'abri.
Pour d'autres légumes, notamment les légumes racines (betteraves, carottes, navets) ainsi que les poireaux, une conservation temporaire peut se pratiquer par mise en jauge au jardin ou dans un récipient, recouverts d'un substrat, placés dans un endroit frais.
Les procédés de conservation parmi les plus anciens sont la fermentation lactique, qui est à la base de la production de la choucroute, et la conservation dans le vinaigre (cornichons, petits oignons…).
La dessiccation se pratique pour certains légumes, notamment la tomate. Les tomates séchées au soleil et conservées dans l'huile sont une spécialité italienne.
L'appertisation (en bocal ou en boite de conserve) apparue au XIXe siècle s'applique à de nombreux légumes, notamment les haricots verts, flageolets et petits pois. Elle comprend une stérilisation en autoclave pendant 15  à   20 minutes à 110-120 °C, nécessaire pour éliminer les germes responsables du botulisme.
La conservation par le froid au réfrigérateur (entre 5 et 10 °C) permet de conserver les légumes durant quelques jours.
La surgélation (conservation à une température inférieure ou égale à −18 °C), plus récente, s'est largement développée en se substituant de plus en plus à l'appertisation.

## Économie

### Légumes les plus cultivés dans le monde
Bien qu'étant un fruit au sens botanique, la tomate est comptabilisée comme un légume par la FAO,.
| Légume                 | Production annuelle en millions de tonnes (2000) |
| ---------------------- | ------------------------------------------------ |
| Pomme de terre         | 328                                              |
| Tomate                 | 102                                              |
| Pastèque               | 69                                               |
| Chou et chou-fleur     | 47                                               |
| Oignon sec             | 30                                               |
| Concombre et cornichon | 20                                               |
| Aubergine              | 19                                               |
| Carotte                | 16                                               |
| Poivron                | 7                                                |

## Consommation

### Modes de consommation

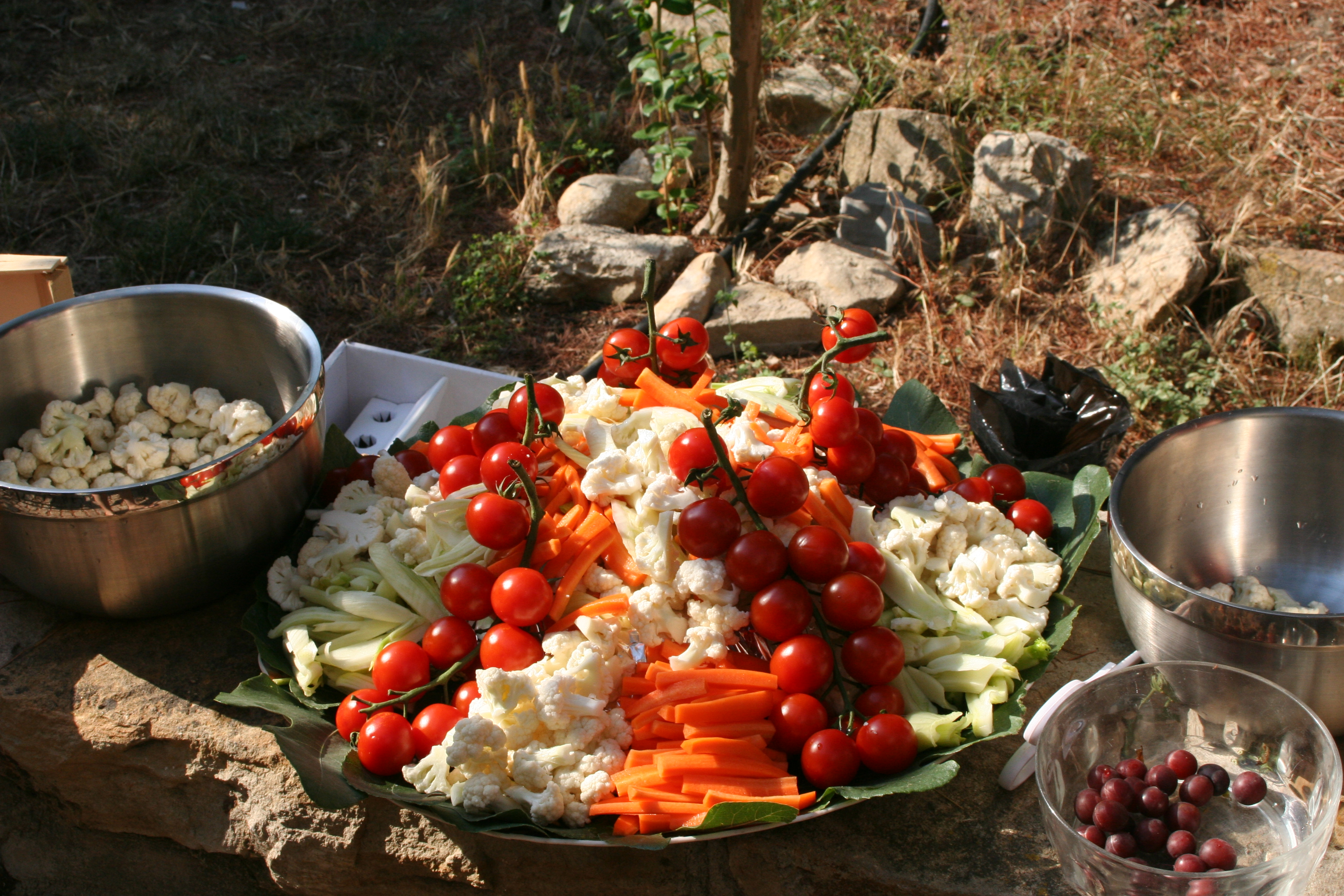
Légumes crus prêts à être consommés en Provence

Les légumes peuvent se consommer crus ou cuits. Ils servent le plus souvent d'accompagnement du plat principal et peuvent être préparés et cuits avec la viande ou séparément. Ils peuvent aussi se consommer en entrée, par exemple les plats de crudités, ou sous la forme de soupes et potages. Les salades constituent généralement un plat séparé.
La consommation des légumes a longtemps eu un caractère local, les paysans consommant les produits adaptés aux conditions climatiques locales. Avec le développement des moyens de transport, les échanges de légumes se sont fortement développés, à des distances toujours plus grandes. C'est ainsi que le consommateur français peut se voir offrir, hors saison, des haricots verts produits au Kenya et transportés par avion. Les migrations contribuent aussi à populariser des légumes plus ou moins exotiques.
Ils jouent un rôle très important, associés aux céréales et aux fruits, dans les régimes végétariens.
Les légumes sont aussi à la base de jus de légumes.

### Valeurnutritive
Les légumes constituent un apport alimentaire important. Ils apportent dans des proportions variables selon l'espèce, la partie de la plante concernée et les modes de préparation ou de conservation :
- de l'énergie, c'est surtout le cas des féculents (pommes de terre, igname, haricots, pois…) mais la plupart des légumes sont au contraire très peu caloriques. Les légumes frais contiennent en général de 10  à   25 kcal aux 100 g et peuvent de ce fait être consommés à volonté. Ils ne contiennent en effet pratiquement pas de lipides et très peu de protéines et de glucides ;
- beaucoup d'eau (de 90 à 95 % dans les légumes frais), ce qui en fait une des principales sources d'eau de la ration alimentaire ;
- des vitamines, le plus souvent la vitamine C et le carotène, précurseur de la vitamine A, mais aussi chez certains de la vitamine B9 et de la vitamine K ;
- des sels minéraux, principalement du calcium, du potassium et du magnésium ;
- des fibres alimentaires, principalement des fibres insolubles (cellulose et hémi-cellulose) ;
- des protéines pour les légumineuses, qui en contiennent environ 25 % (près de 40 % pour le soja) ;
- d'autres micro-nutriments comme les flavonoïdes aux pouvoirs antioxydant.

Toutes ces propriétés font qu'il est recommandable de consommer des légumes tous les jours, sous la forme d'une portion à chaque repas, et sous des formes le plus variées possible.
Pour cette raison, les légumes ont été placés, conjointement avec les fruits frais, sur le second niveau de la pyramide alimentaire.
Dans les pays occidentaux, où l'alimentation est en règle générale trop riche, les diététiciens recommandent d'augmenter la part des légumes dans l'alimentation. Cette part avait sensiblement diminué dans la deuxième moitié du XXe siècle, tandis que celle des protéines animales augmentait fortement. En France, depuis plusieurs années, le ministère de la santé conseille de consommer « au moins cinq fruits et légumes par jour »,. C'est aussi le cas dans plusieurs pays, notamment au Canada.
La Fondation Louis-Bonduelle, créée en 2004, agit en France et à l'international dans le but de faire évoluer de manière durable les comportements alimentaires, en apportant à tous les moyens de faire entrer les légumes dans leur quotidien. La Fondation a lancé en 2005 Le jour du légume,.
Par ailleurs, surtout chez ceux n'ayant pas la coutume d'en manger, les légumes peuvent avoir certains aspects moins désirables telles les difficultés digestives dues aux :
- fibres,
- composés soufrés, notamment les Liliacées (ails, oignons, échalotes, poireaux…) et les Brassicacées (choux, choux-fleurs, radis…),
- nitrates, particulièrement certains légumes verts (salades, épinards, bettes…), carottes et betteraves : rarement et seulement chez les enfants de moins de six mois, et seulement lorsqu'ils sont transformés en nitrites dans certaines conditions particulières.

| Pour 100 g de produit frais | Eau (g) | Énergie (cal) | Glucides (g) | Protides (g) | Lipides (g) | Calcium (mg) | Carotène (mg) | Vitamine B1 (mg) | Vitamine B2 (mg) | Vitamine B3 (mg) | Vitamine B6 (mg) | Vitamine B9 (mg) | Vitamine C (mg) | Vitamine E (mg) | Fibres (g) |
| --------------------------- | ------- | ------------- | ------------ | ------------ | ----------- | ------------ | ------------- | ---------------- | ---------------- | ---------------- | ---------------- | ---------------- | --------------- | --------------- | ---------- |
| Ail                         | 64      | 135           | 27,5         | 6            | 0,1         | 38           | 0             | 0,2              | 0,08             | 0,65             | 1,2              | 0                | 30              | 0,1             | 3          |
| Artichaut                   | 85      | 40            | 7,6          | 2,1          | 0,1         | 47           | 0,1           | 0,14             | 0,03             | 0,90             | 0,07             | 0,03             | 8               | 0,2             | 3          |
| Aubergine                   | 92      | 20            | 3,5          | 1,0          | 0,2         | 12           | 0,03          | 0,04             | 0,05             | 0,60             | 0,09             | 0,02             | 4               | 0,03            | 2,5        |
| Betterave rouge             | 86      | 40            | 8,4          | 1,3          | 0,1         | 20           | 0,05          | 0,02             | 0,04             | 0,23             | 0,05             | 0,083            | 10              | 0,047           | 2,5        |
| Carotte                     | 90      | 37            | 6,7          | 1,0          | 0,2         | 31           | 7             | 0,10             | 0,05             | 0,60             | 0,16             | 0,03             | 10              | 0,5             | 3          |
| Courgette                   | 94,5    | 15            | 3            | 0,9          | 0,2         | 12           | 0,27          | 0,05             | 0,03             | 0,40             | 0,06             | 0,05             | 7               | 0,01            | 1,1        |
| Épinard                     | 92      | 17            | 1,3          | 2,7          | 0,2         | 105          | 4             | 0,10             | 0,22             | 0,70             | 0,20             | 0,19             | 48              | 2,5             | 2,7        |
| Endive                      | 95      | 12            | 2,4          | 1,1          | 0,1         | 0,09         | 0,05          | 0,26             | 0,03             | 0,05             | 49               | 0,1              | 7               | 0,1             | 2,2        |
| Fèves (vertes)              | 82      | 64            | 10           | 2,3          | 0,1         | 8            | 50            |                  |                  |                  |                  |                  | 8               |                 | 6,5        |
| Haricot vert                | 90      | 32            | 4,6          | 2,2          | 0,2         | 52           | 0,4           | 0,08             | 0,10             | 0,70             | 0,14             | 0,07             | 15              | 0,24            | 3          |
| Haricot sec                 | 11      | 341           | 41,4         | 23,4         | 2,0         | 165          | 0             |                  |                  |                  |                  |                  | 4               |                 | 18,1       |
| Laitue                      | 94,5    | 10            | 1,3          | 0,9          | 0,1         | 17           | 0,6           | 0,08             | 0,07             | 0,40             | 0,06             | 0,08             | 8               | 0,5             | 1,5        |
| Navet                       | 93      | 26            | 3,2          | 0,9          | 0,1         | 34           | 0,02          | 0,05             | 0,05             | 0,50             | 0,09             | 0,016            | 28              |                 | 2          |
| Oignon                      | 89      | 37            | 7            | 1,3          | 0,2         | 30           | 0,01          | 0,06             | 0,02             | 0,30             | 0,14             | 0,02             | 8               | 0,14            | 2,1        |
| Soja sec                    | 8,5     | 416           | 30           | 38           | 20          | 280          | 140           |                  |                  |                  |                  |                  | 6               |                 | 15         |
| Persil                      | 83      | 28            | 1,5          | 4,4          | 0,4         | 200          | 7             | 0,14             | 0,30             | 1,30             | 0,20             | 0,17             | 170             | 2,2             | 6          |
| Pomme de terre              | 77      | 85            | 19           | 1,7          | 0,1         | 7            | 0             | 0,10             | 0,03             | 1                | 0,25             | 0,02             | 10              | 0,1             | 2,1        |
| Poireau                     | 90      | 25            | 4            | 0,8          | 0,1         | 38           | 0,5           | 0,07             | 0,04             | 0,4              | 0,3              | 0,1              | 18              | 1               | 3,5        |
| Tomate                      | 94.5    | 16.4          | 1.72         | 0,8          | 0,26        | 8.24         | 0,8           | 0,06             | 0,04             | 0,6              | 0,08             | 0,02             | 14.3            | 1.11            | 1,41       |

### Santé
Les fruits et légumes sont les principales sources de vitamines dans l'alimentation[source insuffisante].
La consommation de fruits et légumes joue un rôle protecteur en santé humaine, vis-à-vis des maladies cardio-vasculaires et de certains cancers,.
Les végétariens sont moins sujets au diabète et à l'obésité, ainsi qu'aux troubles cognitifs et à la maladie d'Alzheimer.
On pense que les facteurs en cause sont le contenu en antioxydants (dont la vitamine C) et en fibres alimentaires, ou d'autres facteurs spécifiques à un fruit ou un légume, comme le lycopène par exemple.

### Toxicité
De nombreux légumes peuvent contenir des facteurs antinutritionnels, en particulier les légumineuses et les pommes de terre. Les facteurs antinutritionnels sont habituellement détruits par cuisson, trempage, ou un autre procédé.
Comme les aliments issus du règne animal, les légumes peuvent contenir des résidus de pesticides et d'herbicides, particulièrement les salades, haricots, et en général toutes les plantes directement exposées aux traitements phytosanitaires aériens. Celles cultivées en conduite biologique (AB) sont moins exposées.
En France, selon le programme de surveillance mené en 2004 par la DGCCRF, 96,2 % des échantillons fruits et légumes analysés respectent la règlementation, seuls 3,8 % dépassent la LMR (limite maximale de résidus autorisée).
Certains légumes tels que les carottes et les tomates peuvent être infectés par des mycotoxines.

### Cuisine

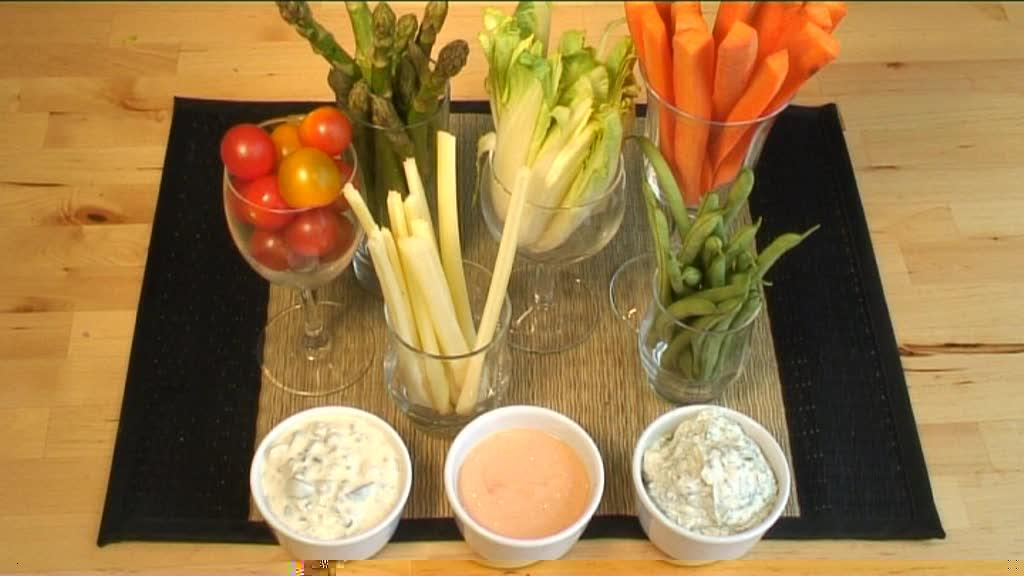
Légumes crus et leurs sauces

De nombreux légumes se consomment crus, soit en salades soit en crudités. Certains peuvent se consommer crus ou cuits, la plupart nécessitent une cuisson.
Il existe de multiples modes de cuisson applicables aux légumes : à l'eau, à la vapeur, sautés, rissolés, frits, braisés, grillés, au four…
Les légumes sont parfois consommés entiers, par exemple les pommes de terre en robe des champs. Le plus souvent, ils doivent être épluchés et taillés en morceaux, par exemple en rondelles, en bâtonnets (frites), en dés, en julienne (fines lamelles) ou en brunoise (petits dés). On peut employer à cet effet un couteau ou des ustensiles tels qu'une mandoline ou une moulinette.

## Histoire

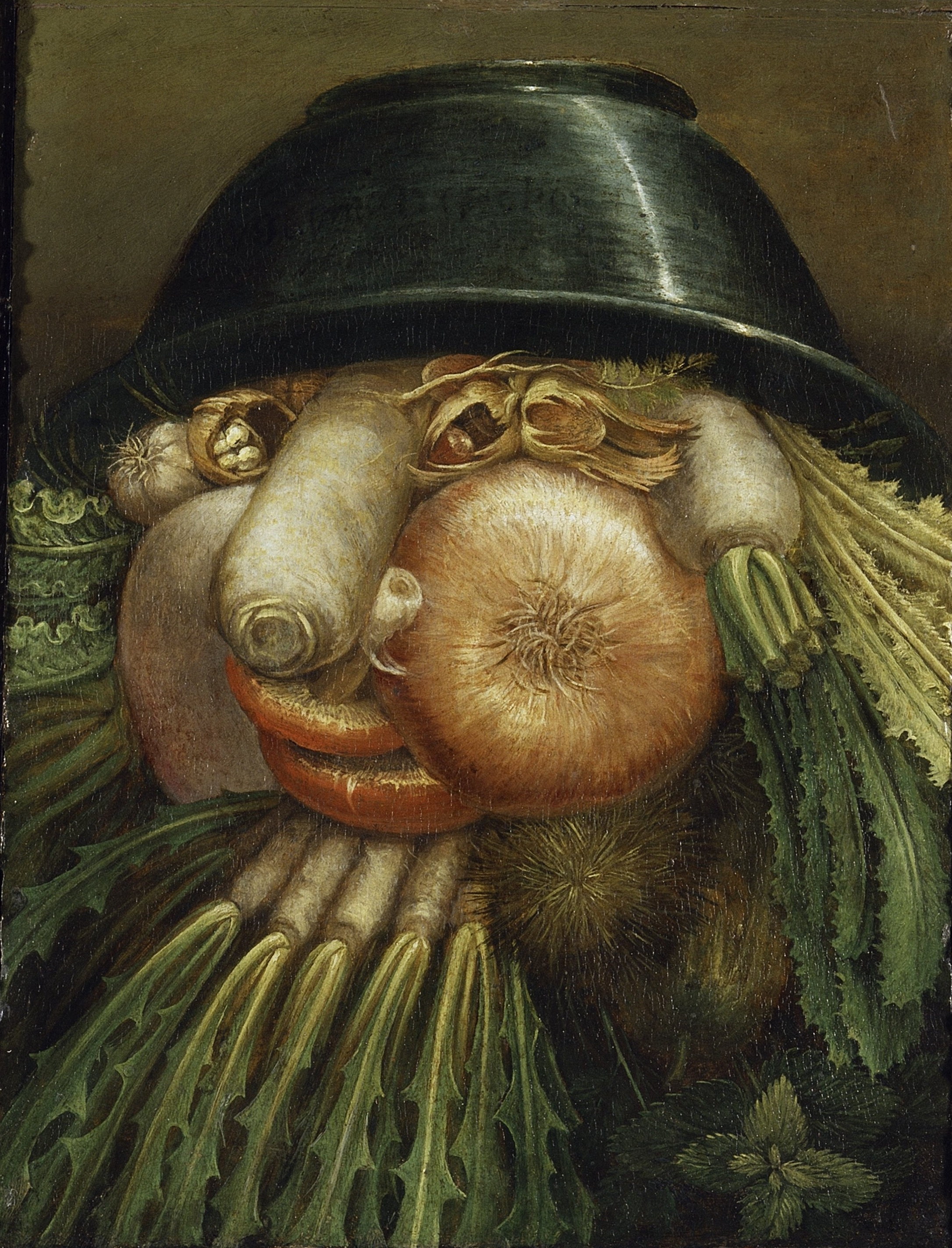
Portrait par Arcimboldo

La diversité des légumes disponibles à notre époque est impressionnante, même si la consommation se concentre principalement sur quelques espèces, dans l'ordre : pommes de terre, manioc, patates douces, tomates, choux, oignons…
Si l'on se réfère à l'Europe, certains légumes sont connus et consommés depuis l'Antiquité. Ce sont les fèves, lentilles et pois, les navets, les choux pommés, les oignons, les carottes et le panais bien oublié.
D'autres légumes ont été introduits anciennement, à partir du Xe siècle, d'Orient : artichauts, épinards, aubergines…
Une vague importante d'introduction a suivi la découverte de l'Amérique (1492) : tomates, haricots, poivrons et piments, courges…
Par la suite, un nombre restreint de nouveaux légumes sont apparus, soit à la suite d'introduction, par exemple le crosne, plante originaire d'Extrême-Orient, soit parce qu'ils ont été « inventés » comme l'endive découverte par un jardinier belge au milieu du XIXe siècle.

### Origine
Les principaux légumes cultivés se répartissent ainsi (d'après J.R. Harlan) selon les grandes aires d'origine :
- Proche-Orient
  - ail, betterave, carotte, chou, laitue, lentille, navet[37], oignon, persil, poireau, pois, pois chiche, radis,
- Afrique
  - igname (Dioscorea cayenensis Lam.), gombo, gourde, niébé,
- Chine septentrionale
  - chou chinois, concombre, courge cireuse, crosne du Japon, gingembre, haricot azuki, navet[37], radis chinois, soja,
- Asie du Sud-Est
  - aubergine, ignames (Dioscorea alata Lam.)[38], taro,
- Méso-Amérique (Amérique du Nord / Amérique centrale)
  - chayote, courges (Cucurbita pepo, C. maxima, C. moschata, C. ficifolia)[39], haricot commun, haricot de Lima, maïs, manioc, patate douce,
- Amérique du Sud (Andes)
  - courge (Cucurbita maxima)[39], haricot commun, haricot de Lima, piment, poivron, pomme de terre, quinoa, tomate, poire de terre, topinambour.

### Les légumes oubliés

#### Un contexte duXXesièclepropice à l'oubli
L'exode rural et l’éloignement des circuits court de production de légumes de terroir, le désir de goût moins prononcé, d'amertume ou d'astringence avec un souhait de moins de rigueur de saisonnalité par les consommateurs, le choix de couleurs, d'aspect et de formes standardisées par les revendeurs, la sélection de variétés hybrides résistantes et performantes au détriment parfois du goût ou de qualités nutritives par les producteurs de semences, des techniques plus performantes avec des temps de productions et de stockages réduits par les agriculteurs, des techniques de conservation plus adaptées à cet éloignement supportant des modes de consommation et de conservation multiples, un cadre juridique exigeant et complexe pour la vente de graines sont d'autant de facteurs qui sélectionnent et réduisent le choix des variétés tout en diminuant la palette des cultures légumières.
La diversité des espèces et variétés de légumes consommés s'est fortement réduite au cours du XXe siècle avec le développement de nouveaux modes de production et surtout de nouveaux modes de distribution qui ont conduit à ne retenir qu'un nombre restreint de formes standardisées de grande diffusion.
Les deux grandes guerres du XXe siècle, et leurs périodes de famine, durant lesquelles seuls les légumes les mieux adaptés étaient mangés en quantité, ont également été quasi-fatales à ceux-ci. Le topinambour ou le rutabaga ont ainsi été longtemps considéré comme des légumes de disette,. Dès la fin du XXe siècle, quelques jardiniers et agriculteurs mettent en avant ces légumes secondaires, connus sous le nom de « légumes oubliés », tels que le crosne du Japon, le panais, le cerfeuil tubéreux. Certaines espèces de cucurbitacées, dont le pâtisson, un des premiers fruits dont l'homme a maîtrisé la culture, connaissent aussi un certain engouement en Europe depuis le développement de la fête de Halloween importée d'outre-Atlantique dans les années 1990.

#### Un contexte duXXIesièclepropice à la redécouverte du patrimoine génétique végétal
En 1997, le catalogue officiel français des espèces et variétés potagères créé en France en 1932 se voit complété par l'inscription pour la commercialisation de variétés anciennes destinées aux jardiniers non professionnels. La réglementation Européenne de vente de graines étant très complexe, en 2008, le catalogue de variétés anciennes est remplacé en l'Europe par la Liste des variétés potagères sans valeur intrinsèque en y introduisant certaines dérogations pour l’admission de races primitives et de variétés naturellement adaptées aux conditions locales et régionales et menacées d’érosion génétiques. En 2019, un assouplissement est demandé par le GNIS et concerne la gratuité de l’enregistrement des variétés anciennes ainsi que la reprise et le maintien des variétés radiées.
La vente et l’échange de semences entre agriculteurs sont considérées illégales. Le don et l’échange même à titre gracieux sont considérés comme des actes commerciaux. Les agriculteurs peuvent sélectionner et multiplier eux-mêmes leurs semences de variétés non inscrites au catalogue mais sont restreints de la vente de plants. Ils ont la possibilité d'échange de graines non inscrites au catalogue dans le cadre d'entraide ou dans un but de conservation ou de recherche. Seules les semences paysannes n’appartiennent pas aux variétés inscrites au catalogue. En juin 2020, ces semences paysannes sont alors autorisées à la vente vers les jardiniers amateurs.
Cette biodiversité agricole est préservée par les réseaux de conservation, et en particulier par les sélectionneurs, qui répertorient, caractérisent, évaluent, maintiennent et régénèrent les ressources génétiques indispensables à la création de nouvelles variétés. La filière semence, en améliorant les plantes et en créant de nouvelles variétés, enrichit la biodiversité. Ces variétés, loin d'être « privatisées », sont mises à la disposition de quiconque souhaite continuer le travail d'amélioration.

## Aspects culturels

### Les légumes dans le langage courant
- Une « grosse légume », est, familièrement, un personnage important.
- Un « légume » se dit d'un malade plongé dans un état végétatif, ou, très péjorativement, d'une personne à mobilité réduite.

Des légumes entrent dans de nombreuses expressions populaires, souvent péjoratives :
- « être un légume » : à propos d'une personne dépourvue de toute volonté, de toute réaction aux circonstances ; employé spécialement à propos de personnes accidentées ou âgées, comateuses ou semi-comateuses ;
- un « navet » : un mauvais film ;
- « être rouge comme une tomate » : avoir la peau rouge à la suite d'un coup de soleil ou d'une forte émotion (on disait autrefois « être rouge comme une cerise ») ;
- « être blanc comme une endive » ou « pâle comme une endive » : paraître blême, avoir la peau blanche ou le teint blafard;
- « c'est la fin des haricots » : on est arrivé au bout du bout ;
- « courir sur le haricot » : importuner ;
- « raconter des salades » : raconter de fausses histoires ;
- « les carottes sont cuites » : tout est perdu, il n'y a plus aucun espoir ;
- « ne plus avoir un radis » : être sans le sou, ne plus avoir d'argent ;
- « pousser comme une asperge » : grandir vite, en général à l'adolescence, à l'instar des asperges qui peuvent grandir de plusieurs centimètres en une nuit ;
- « faire le poireau / poireauter » : rester immobile debout à attendre quelque chose ;
- « mettre du beurre dans les épinards » : améliorer l'ordinaire, la situation matérielle en général ;
- « avoir le melon » : se croire supérieur ou en état de dominer la situation ;
- « patate » : nombreuses significations en argot ou en langage populaire comme : forte somme (une patate valait anciennement dix-mille francs) ; « être une patate » : ne pas très malin ; « se prendre une patate » : recevoir un coup de poing, « avoir la patate » : être très en forme, etc.
- « courge » : personne stupide ; adolescente innocente et bêtasse ;
- « avoir un petit pois (ou un pois chiche) dans la tête » : faire preuve de bêtise ou de manque de réflexion ;
- « cornichon » : personne pas très maligne.

### Curiosités
Les légumes-phénomènes, qui sortent de l'ordinaire soit par leur forme inhabituelle, soit par leur taille, sont souvent l'objet de concours entre jardiniers amateurs.